# FC Barcelona
FC Barcelona (celým názvem: Futbol Club Barcelona, zkráceně Barcelona či Barça) je profesionální španělský fotbalový klub sídlící ve městě Barcelona, v autonomním společenství Katalánsko. Od sezóny 1929 hraje v Primera División (také známá jako "La Liga"), španělské nejvyšší fotbalové soutěži. Domácím fotbalovým stadionem je Nou Estadi del Futbol Club Barcelona známý pod jménem Camp Nou s kapacitou téměř 100 tisíc diváků. Od sezóny 2023/24 bude hrát své domácí zápasy na stadionu Estadi Olímpic Lluís Companys z důvodů rekonstrukce Camp Nou, který by měl být opět zprovozněn na konci roku 2024. Klubové barvy jsou modrá a granátová.
FC Barcelona má na kontě mnohé úspěchy. Barcelona je osmadvacetinásobným mistrem Španělska a pětinásobným vítězem Ligy mistrů UEFA (v letech 1992, 2006, 2009, 2011, 2015). Nejvíckrát vyhrála Copa del Rey (32×) a španělský superpohár Supercopa de España (15×, naposledy v roce 2025). V roce 2009 a 2011 získala trofej Mistrovství světa ve fotbale klubů a mnohé další.
Kromě fotbalového jsou v klubu i další oddíly - basketbalový, házenkářský, futsalový a hokeje na kolečkových bruslích. Od svého založení v roce 1899 má klub heslo: „Més que un club“ (v překladu z katalánštiny: Víc než klub).

## Historie

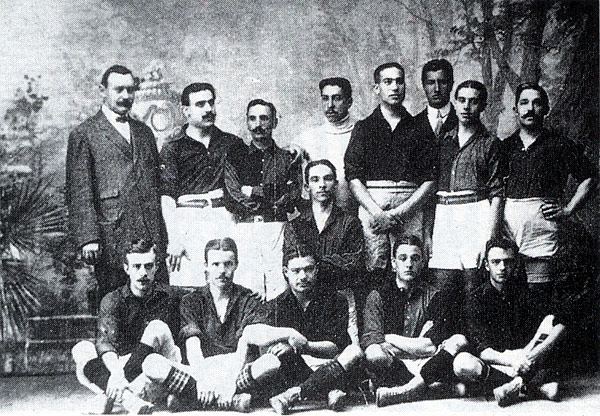
Sestava z roku 1910

Football Club Barcelona založil v roce 1899 Joan (Hans) Gamper. Gamper se do Barcelony přestěhoval kvůli svým podnikatelským aktivitám v roce 1898, kdy mu bylo 21 let. Švýcarský podnikatel zvolil za klubové barvy červenou a modrou, inspirován svým oblíbeným fotbalovým klubem FC Basilej. Dalšími spoluzakladateli byli Walter (Gualteri) Wild, Lluis d’Ossó, přítomni byli také Bartomeu Terrados, Otto Kunzle, Otto Maier, Enric Ducal, Pere Cabot, Josep Llobet, John Parsons a William Parsons. Walter Wild, rodák z Anglie se stal prvním prezidentem klubu a díky svým funkcionářským i hráčským schopnostem je považován za první klubovou legendu. První dres klubu byl napůl sešitý z barev purpurové a modré. Trenýrky byly bílé.
Na počátku existence používala Barcelona městský znak Barcelony, aby demonstrovala své spojení s městem. V roce 1910 usoudilo vedení, že klub potřebuje vlastní znak, a vypsalo na něj soutěž. Tu vyhrálo logo anonymního přispěvatele, které se s malými úpravami zachovalo dodnes (viz kapitolu Znak). Historicky první utkání sehrála FC Barcelona proti mužstvu anglických přistěhovalců, s nímž prohrála 1:0. Roku 1909 získal klub první stálé hřiště s kapacitou 6000 diváků. V počáteční éře vyhrál klub několikrát Katalánský pohár (první v roce 1901) a čtyřikrát dokázal zvítězit ve španělském mistrovství. První trofej získal roku 1901, kdy vyhrál Copa Macaya. O rok později hrál hned v prvním ročníku finále Copa del Rey, kde podlehl Clubu Vizcaya.

### Z Les Corts na Camp Nou (1922–1957)

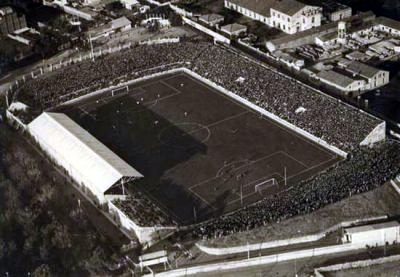

„Zlatá éra“ klubu trvala od roku 1919 do roku 1929. Během této doby zůstávala Barcelona prakticky neporažena na domácí půdě. V roce 1922 byl slavnostně otevřen stadion Les Corts a klub na něm zvítězil ve vůbec prvním ročníku La ligy v roce 1929. Stadion se otevíral s kapacitou 20 000 diváků, později byla rozšířena na 60 000 diváků. Přezdívalo se mu Katedrála fotbalu. V této době hrály v klubu hvězdy jako Samitier, Alcántara, Zamora, Sagi, Piera či Sancho.
V roce 1930 však přišly těžké časy, kdy klub přišel o svou chloubu – stadion Les Corts, který obsadil fašistický diktátor Primo de Rivera, jenž si zde zřídil vojenský tábor. Poprvé se tak projevila zášť politické moci vůči Barceloně. Hlavním důvodem byla příslušnost klubu ke katalánskému autonomnímu hnutí. Mnoho členů klubu bylo pronásledováno, někteří byli zatčeni. Teror polevil až po skončení občanské války, kdy počet členů klesl o 75 % a zázemí klubu postihlo bombardování.
Klubu se však podařilo vstát z popela a v sezóně 1944/45 získal svůj druhý titul, který byl záhy následován dalšími. Počet členů se oproti předválečnému období zdvojnásobil. Do roku 1957 měla Barcelona na kontě šest mistrovských titulů, více než dvacet titulů katalánských a 13 vítězství v Copa del Rey. V roce 1950 přišel do týmu Ladislav Kubala a tým i s jeho podporou získal v sezóně 1952/53 první „double“.

### Víc než klub (1957–1974)

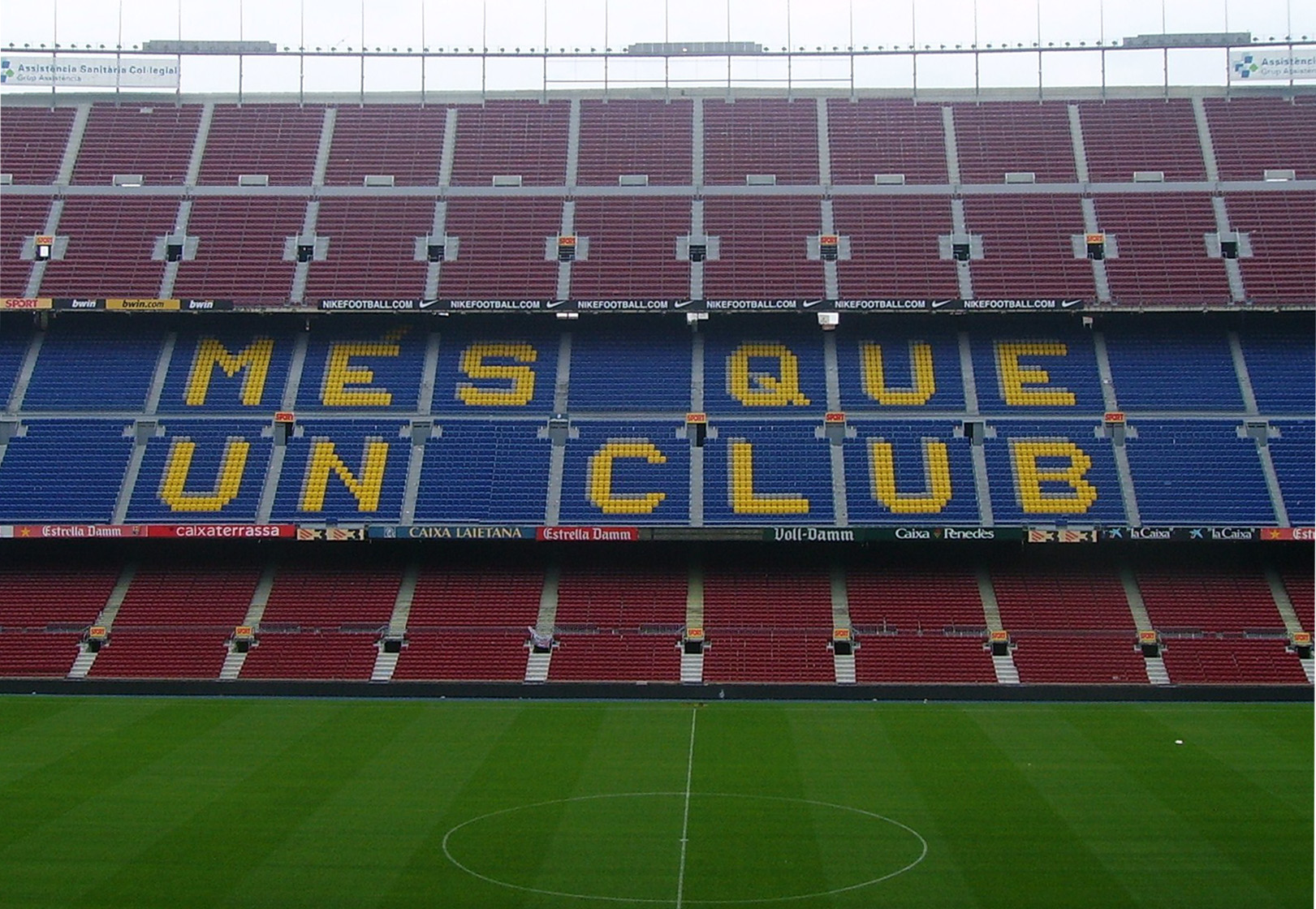
„Víc než klub“ je napsáno na tribuně

Ve 40. letech se objevily myšlenky, že stadion v Les Corts nebude dostačující pro potřeby tak velkého klubu, jako je FC Barcelona. V roce 1953 tak tehdejší prezident Francesc Miró-Sans nechal zahájit stavbu nového stadionu s názvem Camp Nou s kapacitou přes 98 000 diváků. Stadion byl slavnostně otevřen 24. září 1957. Otevření účinkovalo jako pokropení živou vodou a úspěchy se dostavily velmi brzy. Již v následujících dvou sezónách získal klub titul a na mezinárodní scéně vyhrála Barcelona taktéž dvakrát po sobě, v letech 1958 a 1960, Pohár veletržních měst. Ten pak vyhrála ještě roku 1966 a se třemi vítězstvími ji v dnes již neexistující soutěži nikdo nepředstihne.
V 60. letech se u fanoušků začala stále více projevovat nejen sportovní, ale i sociální příslušnost ke klubu. Barcelona se stala národním symbolem „utlačovaného“ katalánského lidu. V roce 1968 prohlásil tehdejší prezident klubu Narcís de Carreras při svém vřelém přivítání po příchodu, že „Barca je víc než jen klub“, což přesně vyjadřuje její spojitost s lidmi v Katalánsku. Toto heslo se ujalo jako oficiální a dnes jej lze vidět na hlavní tribuně stadionu Camp Nou. Po sportovní stránce se však klub potýkal s neúspěchy, kdy nedokázal sesadit tehdy fenomenální Real Madrid z mistrovského trůnu. Dařilo se mu alespoň v domácím poháru, kde si připsal dalších pět vítězství.
V roce 1973 byl do klubu z Ajaxu Amsterdam přiveden nizozemský ostrostřelec Johan Cruijff, díky němuž získala Barcelona po dlouhých čtrnácti letech znovu mistrovský titul. S příchodem Cruijffa se změnila hra klubu k nepoznání, tým předváděl ofenzivní fotbal, který byl označován za nejhezčí na světě.
Na podzim roku 1974 proběhly oslavy 75. výročí založení klubu, kde se ukázal sociální význam Barcelony. Na oslavy dorazilo množství umělců, vznikaly chorály, plakáty a odehrála se různá setkání hráčů s diváky. Vznikl také oficiální chorál klubu Cant del Barça.

### Nová strategie (1974–1990)
S příchodem nového prezidenta Josep Lluís Núñez i Clemente se mění strategie a politika klubu. Núñez přišel 1. července 1978, tedy po odchodu hvězdy Johana Cruijffa. Hlavním cílem je nyní stabilizace klubu a práce s vlastními odchovanci. Vzniká nová fotbalová akademie. Počet členů klubu se vyšplhal až na 700 tisíc v roce 1993. Na sportovním poli dochází k lehkému útlumu, zejména na domácí scéně, kde klub získal pouze jeden mistrovský titul v roce 1985. V domácím poháru Copa del Rey však získává hned pět trofejí a v roce 1990 jich na kontě má už 23.
Na mezinárodní scéně se daří o mnoho lépe. Klub se kvůli neúspěchům nedostává do Poháru mistrů evropských zemí, ale hned třikrát vítězí v Poháru vítězů pohárů. Ve své strategii však Núñez jednou poleví, a to když na nátlak fanoušků za miliardu pessos přivádí v roce 1982 argentinskou superhvězdu Diega Maradonu. Ten však vydrží v klubu pouze do roku 1984, kdy odchází do italského SSC Neapol.

### Dream Team (1990–1994)

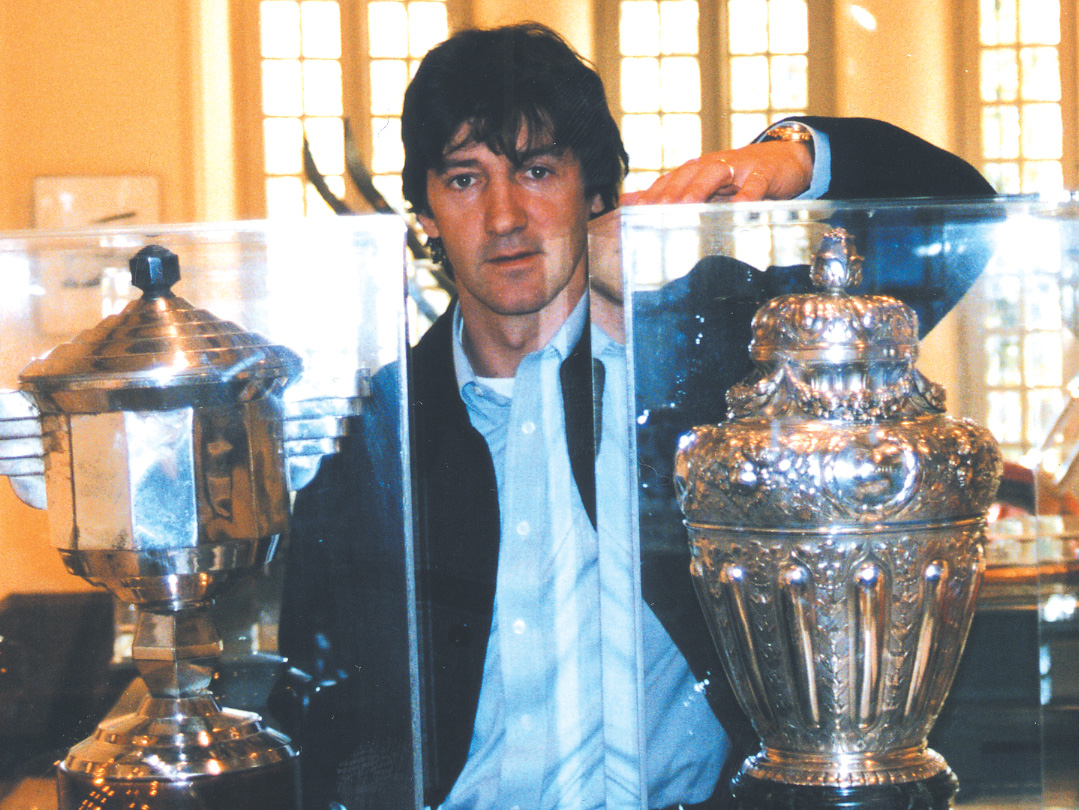
José Mari Bakero

Když prezident Josep Bugladin Núñez i Clemente měnil sportovní strategii klubu, prohlásil, že to bude velmi bolestné. „Je možné, že deset let nevyhrajeme titul. Je to sice tvrdá cena, ale na konci bude stát vysněný tým.“ Nemýlil se. Barcelona sice vyhrála mezi lety 1974 a 1990 pouze jeden titul, ale na počátku 90. let povstal tým snů.
V roce 1986 prohrála Barcelona ve finále Poháru UEFA a nedůvěra fanoušků rostla. Ovšem bylo znatelné, že výkony klubu jdou vzhůru. Trenérského kormidla se chopila bývalá superhvězda Johan Cruijff. Barcelona dokázala čtyřikrát v řadě zvítězit v Primera División. V klubu dominovaly hvězdy jako Josep Guardiola, José Mari Bakero, Ronald Koeman či Hristo Stoičkov. Tito hráči pak v sezóně 1991/92 získali tři velevýznamné trofeje. Po mistrovském titulu v Primera División následovala vyřazovací část nultého ročníku Ligy mistrů. Ze semifinálové skupiny (odkud postupoval pouze vítěz) přešla s přehledem přes trojici Sparta Praha, Benfica Lisabon a Dynamo Kyjev. Ve finále pak potkala italskou Sampdorii Janov. V základní hrací době skončil zápas bez gólů. V prodloužení pak rozhodl Ronald Koeman gólem ve 112. minutě o premiérovém vítězství Barcelony v Lize mistrů. Vítězstvím se zároveň kvalifikovala do souboje o další významnou trofej – Superpohár UEFA. Tam se potkala s vítězem Poháru UEFA, kde ve dvou zápasech (1:1/2:1) porazila německý Werder Brémy. Získala tak už třetí trofej v sezóně, což se jí do té doby nepodařilo.

### Od Nizozemce k Nizozemci (1994–2008)

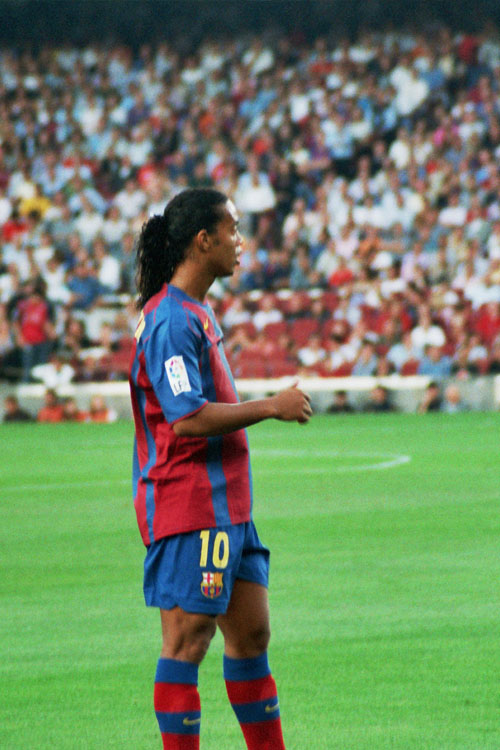
Ronaldinho

Úspěch „týmu snů“ na počátku 90. let byl obrovský a přilákal Barceloně po světě miliony fanoušků. Prohrané finále Ligy mistrů 1993/94 v řeckých Aténách však znamenalo konec této druhé zlaté éry. V klubu byl znát přetlak hvězd a napětí, které vyústilo odchodem trenéra Cruijffa během sezóny 1995/96. Po něm se v klubu vystřídalo během sedmi let hned šest trenérů. Barcelona získala v roce 1997 ještě jednou a naposledy Pohár vítězů pohárů, ale byl znát její celkový ústup z absolutní špičky evropského fotbalu.
Klub však dokázal těžit ze svého postavení a na domácí půdě se mu podařilo posbírat po dvou titulech mistra v letech 1998 a 1999 i stejný počet vítězství ve španělském poháru Copa del Rey v letech 1997 a 1998. V roce 2000 odešel nejdéle sloužící prezident v historii (22 let) Josep Lluís Núñez i Clemente. Přespříští prezident klubu Joan Laporta pak znovu mění strategii a místo starších hvězd typu Luise Figa či Patricka Kluiverta přivádí Ronaldinha, Samuela Eto’a a Deca.
Tento tým již pod vedením nizozemského kouče Franka Rijkaarda nečeká na úspěch dlouho. Již v sezóně 2004/05 vítězí v Primera División a připisuje si šesté vítězství v Supercopa de España. V následující sezóně dokonce podruhé triumfuje v Lize mistrů a s obhajobou trofejí za Primera División a Španělský superpohár získává „treble“. Je nutno doplnit, že ve finále ligy mistrů ve francouzském Stade de France porazila anglický Arsenal 2:1. V roce 2006 pak Barcelona podepisuje sponzorský kontrakt s neziskovou organizací UNICEF a jako první klub světa za hlavní reklamu na dresu neinkasuje peníze, naopak přispívá částkou 20 milionů eur ročně.

### Zlaté dítě Pep Guardiola a fantom Messi (2008–2012)

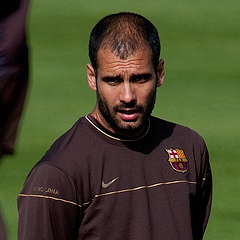
Pep Guardiola

Se závěrem sezóny 2007/08 poměrně nečekaně skončil trenér Frank Rijkaard, který v klubu působil pět let. S ním odešly i pilíře útočné hry týmu – Ronaldinho a Deco, které nedlouho na to následoval i kamerunský ostrostřelec Eto’o. Prezident Joan Laporta se odhodlal k riskantnímu tahu a angažoval trenéra B mužstva Barcelony Josepa „Pepeho“ Guardiolu. Tento kouč byl známý svým dosti benevolentním přístupem k hráčům (což byl důvod, proč někteří tento tah kritizovali). Jako tahouna mužstva začal využívat nadaného argentinského technika Lionela Messiho. Pilíře nově vzniklého týmu tvořili Andrés Iniesta, Xavi, obránce Carles Puyol, Dani Alves a brankář Víctor Valdés. Takto vzniklý tým se brzy ukázal jako „fotbalová symfonie“.

#### Nejlepší rok v klubové historii – 2009
Energický kouč Guardiola dovedl Barcelonu k nejúspěšnější sezóně v historii klubu, když se mu podařilo nejprve získat španělský „double“ (vítězství v lize i poháru), poté potřetí triumfovat v Lize mistrů, následně zvítězit jak v evropském, tak španělském Superpoháru a nakonec dovršit sezónu snů ziskem titulu Mistra světa klubů. Zisk šesti trofejí znamenal pro Barcelonu obrovský příval podpory fanoušků i mezinárodního uznání, respektu a autority. Navíc se nyní již světovým superhvězdám v čele s Messim, Xavim a Iniestou podařilo zvítězit na hřišti svého největšího rivala Realu Madrid 6:2, což byla pro „Bílý balet“ dosud největší domácí porážka v El Clásico. Vítězství nad Manchesterem United v Lize mistrů a Estudiantes de La Plata na Mistrovství světa klubů se odrazily v přílivu financí i nových členů (za rok 2009 jich přibylo 170 tisíc). Barcelona tak v tomto roce vyhrála všechny soutěže, kterých se účastnila – španělský klub nemůže momentálně získat více než šest trofejí. Navíc Lionel Messi byl za rok 2009 oceněn ziskem Zlatého míče a stal se fotbalistou světa podle FIFA.

#### Nová fotbalová dynastie
Toho, čeho jsme v minulosti byli svědky třeba v podání Realu Madrid nebo AC Milán, se odehrálo v Barceloně. Klub přepsal historii pod koučem Guardiolou a s fenomenální trojicí Messi, Xavi, Iniesta. Zdatně jim sekundoval zbytek týmu – Valdés, Puyol, Abidal, Piqué, Pedro, Villa a mnozí další.

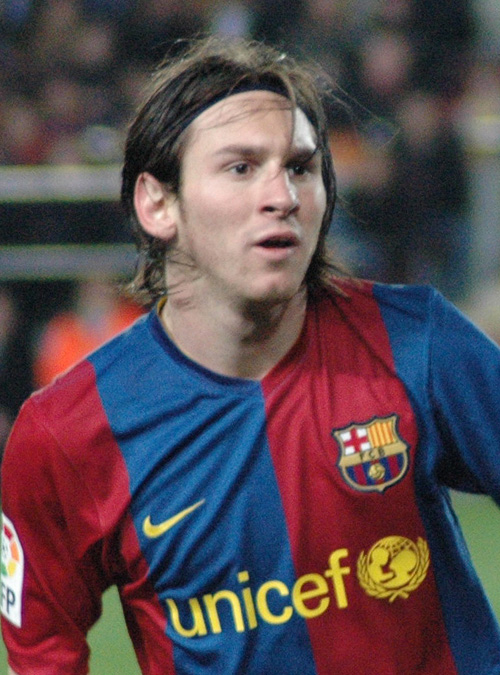
Lionel Messi

V sezóně 2009/10 dokráčel klub až de semifinále Ligy mistrů, kde byl vyřazen pozdějším vítězem Interem Milán. Na domácí scéně se mu podařilo obhájit titul v Primera División, v pořadí už dvacátý. Lionel Messi byl opět oceněn jako nejlepší hráč světa, jako první vítěz v anketě nově vzniklé sloučením dvou dosud nejvýznamnějších. To však není všechno: na prvních třech místech se umístili jen hráči Barcelony – Messi, Xavi, Iniesta.
Následující sezóna dopadla pro klub opět skvěle, když se ve třech soutěžích potýkal s velmi silným rivalem Realem Madrid. Ve Primera División dokázala Barcelona zvítězit rozdílem čtyř bodů již několik kol před koncem. V Lize mistrů na sebe tito soupeři narazili v semifinále, i tady dokázala Barcelona svého rivala přetlačit celkovým skóre 3:1. Ve finále pak pohodlně porazila Manchester United a dokráčela si pro svůj historicky čtvrtý triumf – třetí za posledních šest let. Jediné, čím se doposud rok 2011 liší od roku 2009, je prohra ve finále domácí poháru Copa del Rey právě s Realem Madrid. Real vyhrál zápas v prodloužení, když ve 103. minutě rozhodl svým gólem Cristiano Ronaldo. Barcelona si tak na svůj 26. domácí pohár musí ještě počkat.

#### Sezona 2011/12

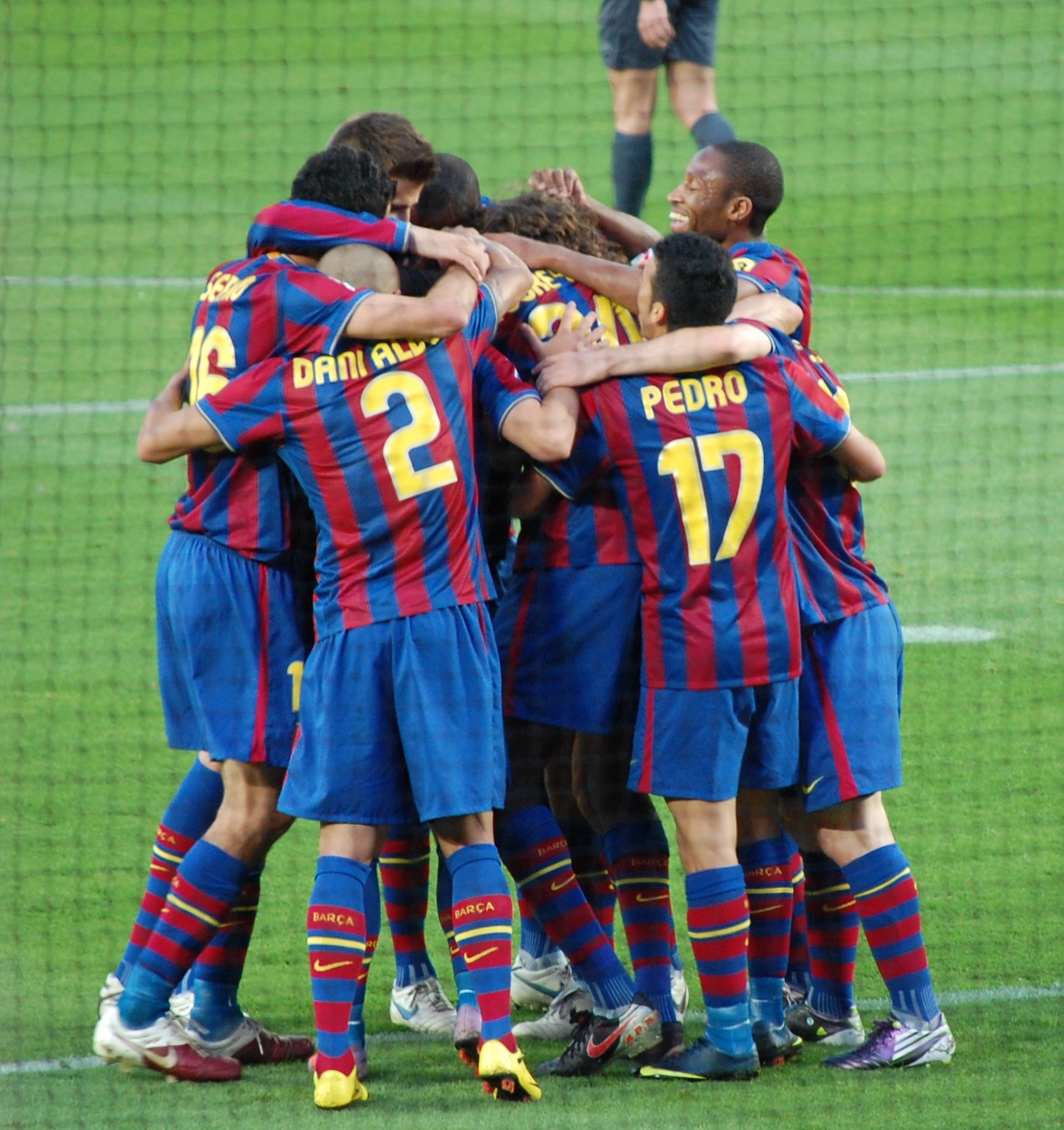
Oslava gólu

Ročník začal pro Barcelonu velmi dobře. V letním období získala dvě velké posily. Francesc Fàbregas přišel po dlouhém jednání z Arsenal FC za 29 milionů € a v klubu se uvedl velmi dobře, když v prvních čtyřech kolech Primera División 2011/12 dal vždy gól. Druhou posilou byl chilský útočník Alexis Sánchez, který přišel posílit útok z italského Udinese Calcio za 26 milionů €.
I s těmito hráči vstoupil klub do sezony dvojzápasem o Supercopa de España 2011, čili španělský Superpohár s Realem Madrid. Po úvodní remíze 2–2 na hřišti Realu přišla domácí výhra 3–2, kterou dvěma góly počtvrté v historii. Den před utkáním se konal los nového ročníku Ligy mistrů, kde byl Barceloně nalosován mimo jiné i český mistr FC Viktoria Plzeň. Při této příležitosti byl nejlepším hráčem Evropy za sezonu 2010/11 vyhlášen Lionel Messi.

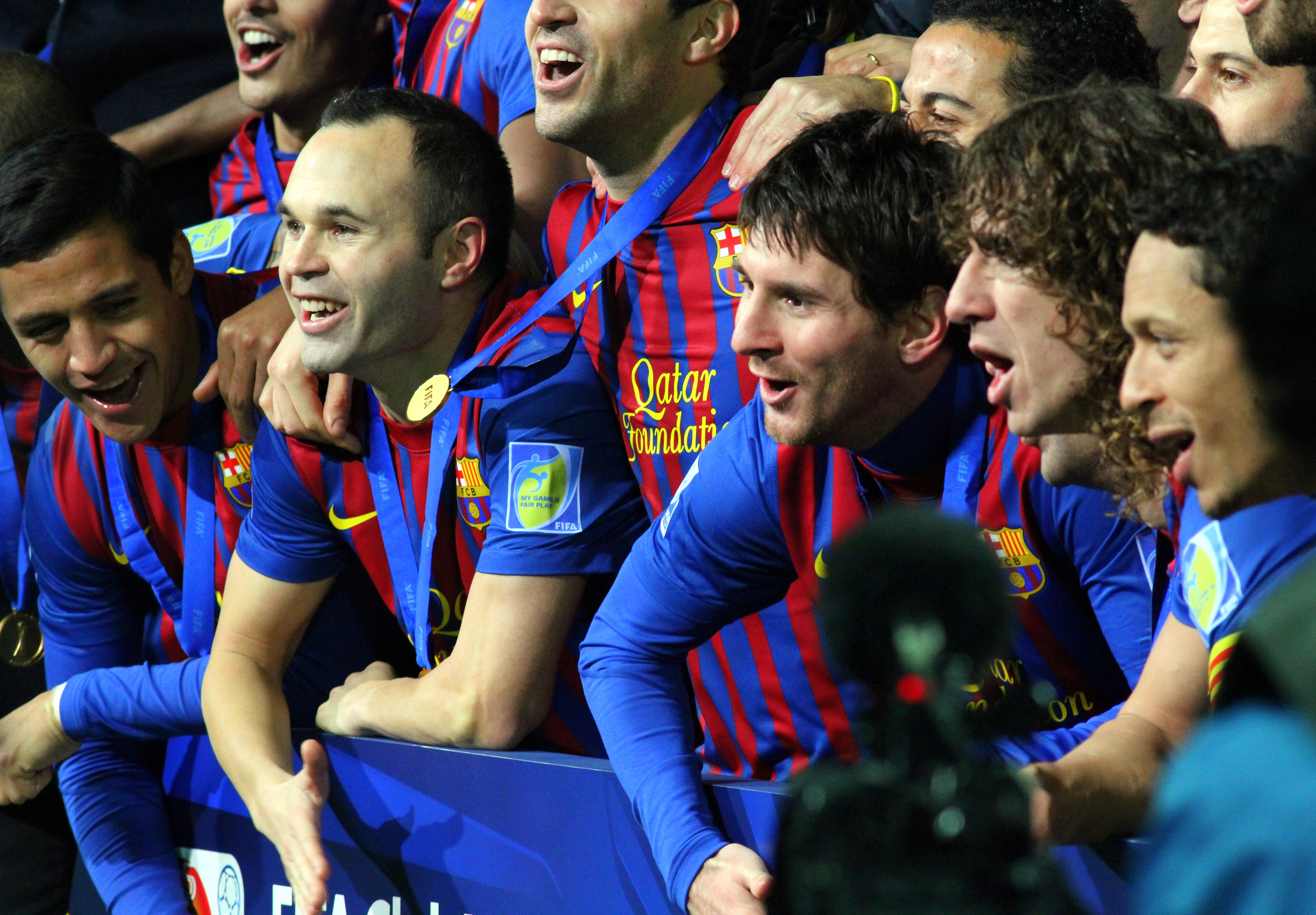
Týmové foto po vítězství ve finále MS klubů 2011.

Vítězství v Lize mistrů UEFA 2010/11 přineslo Barçe kromě účasti v Superpoháru UEFA i účast na Mistrovství světa klubů 2011, do jehož semifinále byla nasazena. Po vítězství 4–0 nad Al-Sadd, vítězem Ligy mistrů AFC, si stejným rozdílem poradila se Santos FC, který vyhrál Copa Libertadores 2011 a získala podruhé v historii titul z tohoto prestižního podniku. V semifinálovém utkání se zranil David Villa, který do zbytku sezony nenastoupil.
Sezona 2011–12 naznačila, že Barcelona není neporazitelným tým. V semifinále Ligy mistrů 2011/12 podlehla přes lepší výkon dobře bránící Chelsea a nestala se prvním klubem, který dokázal trofej obhájit. Lionel Messi tak alespoň překonal střelecký rekord soutěže, když se trefil celkem čtrnáctkrát. O titul v Primera División a o sérii tří vítězství jí zase připravil Real Madrid. Věčný rival zvítězil při derby El-Clásico na Nou Campu a vytvořil si rozhodující náskok, který Barca nedokázala stáhnout. Čest klubu tak opět zachraňoval svými góly Lionel Messi, který po dvou letech získal Pichichi Trophy, a to s rekordními 50 brankami.[zdroj?] Nikomu před ním se v předních světových soutěžích nepodařilo této mety dosáhnout. Ve všech soutěžích, kterých se lotos Barcelona účastnila pak vstřelil 73 branek a překonal letitý rekord Gerda Müllera, který v sezoně 1972/73 vstřelil 68 branek. Lionel Messi je druhý nejlepší hráč historie fotbalu
Ten poslední přidal ve finále Copa del Rey 2011/12, kde Barça porazila Athletic Bilbao. V souboji dvou nejúspěšnějších klubů soutěže zvítězila 3–0 a získala v ní 26. vítězství. Tento zápas byl zároveň posledním pro Josepa Guardiolu, nejúspěšnějšího trenéra v historii klubového fotbalu, který během 4 sezon na lavičce katalánského klubu získal neuvěřitelných 14 trofejí. S jeho odchodem končí i slavná éra klubu. O navázání na ní se od sezony 2012/13 pokoušel nový trenér Tito Vilanova.
zařídil především Lionel Messi. Pro Barcu to bylo jubilejní 10. vítězství v této soutěži, přičemž této mety dosáhl jako první klub. Neuběhly ani dva týdny a Barcelona slavila další triumf. V utkání o Superpohár UEFA, kde se střetla s portugalským vítězem Evropské ligy 2010/11 FC Porto, zvítězila pohodlně 2–0 a v soutěž vyhrála

### Roky po Guardiolovi

#### Sezóna 2012/13

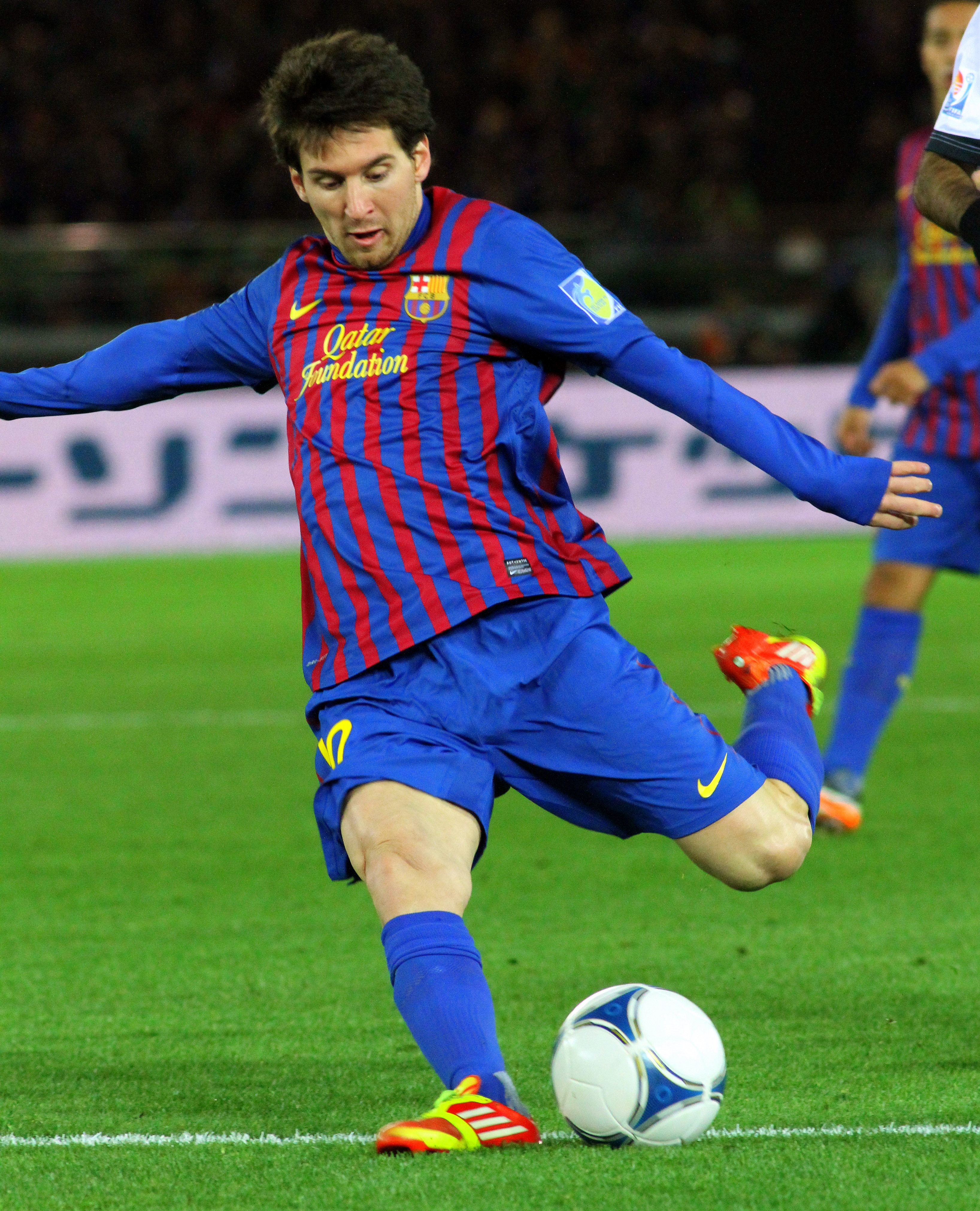
Lionel Messi, osminásobný vítěz Zlatého míče (2009, 2010, 2011, 2012, 2015, 2019, 2021, 2023) a historicky nejlepší střelec Barcelony. V rámci všech soutěží vstřelil 672 gólů.

Nový trenér Tito Vilanova do sezony nevstoupil dobře, když se mu nepodařilo získat španělský Superpohár, kde Barcelona podlehla Realu Madrid. Celkově se dá tato sezona považovat za velice rozporuplnou. Messi sice na začátku nového roku počtvrté uspěl v anketě Zlatý míč, ale jeho forma pomalu upadala a už se netěšil takovým úspěchům jako pod Guardiolou. I samotná hra už nebyla zdaleka tak efektivní, ale Barca byla stále velice obávaným klubem a dokráčela až do semifinále Ligy mistrů. Tam po porážkách 0:4 na stadionu Alianz Area a 0:3 na Camp Nou vypadla s Bayernem Mnichov, který následně celou soutěž vyhrál.
V Copa del Rey Barcelona vypadla také v semifinále, kde ji ve vyrovnaném dvojzápase porazil Real Madrid, který pak ve finále podlehl Atléticu Madrid. První trofej za Tita Barcelona nakonec získala, když vyrovnala rekord Realu Madrid (100 bodů) a zvítězila v tomto ročníku La Ligy. Tento pohár byl nakonec Titův poslední, jelikož kvůli zdravotním potížím ze své funkce odstoupil a nahradil ho Gerardo Martino.

#### Sezóna 2013/14
Klub na sebe v létě upoutal pozornost, když za minimální mzdu poslal do Atlética Madrid svého útočníka Davida Villu a za obrovskou sumu přivedl mladého a talentovaného Neymara. Právě díky gólu tohoto Brazilce se jim podařilo zvítězit v Superpoháru nad Atléticem Madrid. Zajímavé je, že za Atlético se prosadil právě David Villa. Hned po výhře v Superpoháru začala dělat Barcelona svým fanouškům radost, jelikož zažila nejlepší start v historii La Ligy, když první polovinou sezony prošla pouze s jednou porážkou a dvěma remízami.
I přes skvělé výsledky byla však hra velice kritizovaná a ani trápící se Messi s tím nedokázal nic udělat. Upadnutí jeho formy se projevilo, když Zlatý míč 2013 vyhrál Cristiano Ronaldo a přerušil tak Messiho čtyřletou dominanci. Druhou polovinu sezony došlo na slova kritiků a Barceloně se začalo všechno hroutit. V Lize mistrů sice prošla přes Manchester City FC, ale už ve čtvrtfinále po výsledcích 1:1 a 1:0 vypadla s Atléticem Madrid. V lize jejich výsledky taky upadaly, avšak o titul bojovali až do posledního zápasu, kde se jim však nepodařilo porazit Atlético a skončili tak na druhém místě právě po méně slavném madridském klubu.
I v Copa del Rey bojovala Barcelona doslova do posledních minut. Dostali se totiž až do finále, jenže vyrovnaný zápas pár minut před koncem rozhodl Gareth Bale a pohár tak získal Real Madrid. Barcelona tedy po dlouhé době zažila sezonu bez trofeje, což vedlo k okamžitému odvolání Gerarda Martina. Místo něj z Celty Vigo přivedlo vedení Luise Enriqueho.

### Éra Luise Enriqueho

#### Sezóna 2014/15
Po neúspěšné sezoně bylo jasné, že klub čeká přestavba. Luis Enrique Martínez García se zbavil nejdřív náhradníka Alexise Sáncheze a poté i Cesca Fabregase. Klub navíc opustili i Víctor Valdés, Manuel Pinto a Carles Puyol. Místo nich klub za rekordní částku přivedl Luise Suáreze, Ivana Rakitiče, Claudia Brava, Marc-Andrého ter Stegena, Thomase Vermaelena a Jérémy Mathieua. Barcelona prošla přestavbou a do sezony vstoupila velice dobře.
Hned v prvních měsících velice zářil právě Neymar, jehož přestup byl do té doby spíše kritizován. I Lionel Messi po dvou letech nalezl svou ztracenou formu a všechno se začalo vyvíjet ve prospěch katalánského velkoklubu. Trenér navíc dával spoustu šancí mladým hráčům z B-týmu, což se ale mnohým fanouškům nelíbilo. Když však klub ke konci října podlehl Realu Madrid, forma značně upadla a fanoušci už opět očekávali sezonu bez trofejí.
Po potupné prohře 0:1 s Realem Sociedad se však situace začala měnit. Hra se zlepšila, rozstřílel se i klíčový hráč Lionel Messi. V březnu 2015 klub navíc díky brankám Jéremyho Mathieua a Luise Suáreze dokázal porazit Real Madrid a se čtyřbodovým náskokem nad odvěkým rivalem byl na dobré cestě k vítězství v La Lize. Titul byl zajištěn v předposledním kole 17. května 2015 při vítězství 1:0 proti Atléticu Madrid. Vítězný gól vstřelil Lionel Messi. Ve finále španělského poháru se po úžasné sólové akci prosadil Lionel Messi, na nějž navázal Neymar a v závěru přidal další gól opět Messi. Katalánci tedy ve finále zvítězili 3:1. Barceloně se také podařilo vyhrát Lize mistrů UEFA 2014/15, ve finále porazila Juventus FC díky gólům Ivana Rakitiće, Luise Suáreze a Neymara. Zápas skončil 3:1 pro Barcelonu a díky tomu znovu vyhrála treble. Stala se tak prvním klubem historie, který tohoto úspěchu dosáhl dvakrát.
Messi, Neymar a Suárez navíc v sezóně společně nastříleli 122 branek a pokořili tak španělský rekord. Konec sezony se i přes velké soutěžní úspěchy nesl ve smutném duchu, jelikož se naplnil dlouho očekávaný přestup a klub opustila jedna z jeho největších legend- Xavi. Nutno ale podotknout, že mu klub během posledního ligového zápasu připravil ohromnou rozlučku.

#### Sezóna 2015/16
Klub nevstoupil do sezóny vůbec dobře, když v přípravných přátelských zápasech prohrál s nejdříve s Manchesterem United, Chelsea, ale poté i Fiorentinou. Nutno ale podotknout, že do těchto zápasů nezasáhly hvězdy jako Messi, Neymar, Mascherano, Bravo nebo Alves, kteří si prodloužili dovolenou díky své účasti na Copa América 2015. Prvním oficiálním zápasem sezóny byl Superpohár UEFA 2015, kde Barcelona vyzvala Sevillu a když už se zdálo, že Sevilla opravdu otočí náskok Barcelony 4:1, v prodloužení rozhodl svým gólem Pedro a zápas skončil 5:4 pro katalánský celek. Krátce poté Barcelona nastoupila do dvojzápasu o španělský Superpohár proti Athletic Bilbau. První zápas se hrál venku a k překvapení všech skončil 4:0 pro Athletic. V odvetě Barcelona nedokázala náskok soupeře stáhnout, zápas skončil 1:1.
Krátce poté klub opustil Pedro, který zamířil do Chelsea FC, jelikož toužil po větším prostoru. Barcelona přes léto naopak získala Ardu Turana z Atlética Madrid a Aleixe Vidala ze Sevilly. Oba hráči na svůj start ale museli počkat až do příštího přestupového období díky zákazu přestupů, který byl Barceloně udělen. Z B-týmu Luis Enrique povolal útočníky Munira a Sandra, kteří mu sloužili jako náhradníci a Alena Halilovice, který byl ale obratem poslán na hostování do Sportingu Gijón.
I v domácí lize Barcelona zažila velice pomalý start. Vyhráli sice první čtyři zápasy v řadě, ale jejich výkony byly kritizovány. Jako první Barcelonu potrestala Celta Vigo, když Barcelonu ztrapnila výsledkem 4:1. Krátce nato se při zápasu s Las Palmas zranil Lionel Messi na dva měsíce a Barcelona utrpěla další porážku, tentokrát od Sevilly (1:2). Během zranění Lionela Messiho se Neymar a Suárez, ale také třeba do té doby nepříliš známý hráč Sergi Roberto, dostali do obrovské formy a odstartovali dlouhou vlnu skvělých výkonů, kterou završili vítězstvím 4:0 nad Realem Madrid na Santiagu Bernabeu. Dvakrát se do sítě konkurenta trefil Luis Suárez a po jednom gólu přidali Andrés Iniesta a Neymar. Barcelona si tak upevnila průběžnou první příčku v lize.
V prosinci navíc Barcelona již potřetí vyhrála Mistrovství světa klubů a stala se tak nejúspěšnějším klubem v dějinách této soutěže. Luis Suárez na turnaji nastřílel pět gólů a stal se nejlepším střelcem i hráčem turnaje. Barcelona tak zakončila rok 2015 s pěti ze šesti možných trofejí. Dalším úspěchem byl Zlatý míč, který v lednu 2016 vyhrál Lionel Messi a vylepšil tak svůj vlastní rekord v počtu vyhraných Zlatých míčů.

#### Sezóny 2017–2020
8. března 2017 Barcelona zaznamenala největší návrat v historii Ligy mistrů v osmifinálovém 16. kole Ligy mistrů 2016–17, když porazila Paris Saint-Germain 6:1, přesto, že první duel prohrála ve Francii se skóre 4:0 (celkové skóre 6–5). 29. května 2017 byl bývalý hráč Ernesto Valverde jmenován nástupcem Luisa Enriqueho, který podepsal dvouletý kontrakt s opcí na další rok.
20. září 2017 Barcelona vydala prohlášení, ve kterém zaujala stanovisko ke katalánskému referendu z roku 2017 a uvedla: „FC Barcelona bude při maximálním respektování svého rozmanitého souboru členů nadále podporovat vůli většiny obyvatel Katalánska, a bude to dělat občanským, mírovým a příkladným způsobem.“ V den referenda požádal barcelonský výbor o odložení zápasu proti UD Las Palmas z důvodu násilí v Katalánsku, avšak žádost La Liga odmítla, a proto byl hrán za zavřenými branami. Vítězem La Ligy v sezóně 2017–18 byla 9. května 2018 Barcelona, která zvítězila nad Villarrealem 5:1 a stanovila tak nejdelší sérii bez prohry (43 zápasů) v historii La Ligy.
27. dubna 2019 získala Barcelona 26. titul v La Lize. Titul v La Liga však zastínilo potupné vypadnutí z Ligy mistrů v semifinále s jejím pozdějším vítězem Liverpoolem. Barca prohrála druhý zápas 0:4 poté, co po domácím vítězství 3:0 měla postup na dosah. 13. ledna 2020 bývalý trenér Realu Betis Quique Setién po prohře s Atléticem Madrid ve španělském Superpoháru nahradil Ernesta Valverdeho a stal se novým hlavním trenérem Barcelony. Barcelona byla na čele ligy, když vypuknutí pandemie covidu-19 zastavilo celou soutěž. Posledním odehraných zápasů před nuceným přerušením bylo domácí vítězství 1:0 nad Real Sociedad 7. března 2020. Liga se obnovila až v polovině června a po více než tříměsíční přestávce odehrála Barcelona první zápas až 13. června proti Mallorce. Po návratu na hřiště ale jejich výkonnost poklesla a nakonec 16. července prohrála ligový titul s Realem Madrid. I přesto, že Katalánci prohráli boj o ligový titul, v Lize mistrů měli stále naději, protože zvítězili nad FC Neapol 3:1, což znamenalo, že nastoupí proti Bayernu Mnichov, který v sezoně zdolal Chelsea. Barca však uhrála jednu z nejpotupnějších proher ve své historii s výsledkem 2:8. Výsledek znamenal, že Barca se popáté za sebou nedostala do finále Ligy mistrů, když jednou postoupila do semifinále a čtyřikrát vypadla ve čtvrtfinálové fázi. Dne 17. srpna klub potvrdil, že Setién byl odvolán z funkce trenéra, přičemž ze své funkce byl odvolán i fotbalový ředitel Eric Abidal. O dva dny později byl Ronald Koeman jmenován novým hlavním trenérem Barcelony. Tím se však změny neskončily. 27. října oznámil Josep Maria Bartomeu (vůči jeho osobě se veřejně ohradil i Leo Messi) svou rezignaci na funkci prezidenta spolu se zbytkem představenstva.

## Úspěchy

### Úspěchy A–týmu
| Kontinentální medaile |
| - Pohár mistrů evropských zemí / Liga mistrů UEFA (1. evropská výkonnostní úroveň; 5× vítěz) - – FC Barcelona: 1991/92, 2005/06, 2008/09, 2010/11, 2014/15 - – FC Barcelona: 1985/86, 1993/94 - Pohár vítězů pohárů (2. evropská výkonnostní úroveň; 4× vítěz) - – FC Barcelona: 1978/79, 1981/82, 1988/89, 1996/97 - – FC Barcelona: 1968/69, 1990/91 - Veletržní pohár (3. evropská výkonnostní úroveň; 3× vítěz) - – FC Barcelona: 1955/58, 1958/60, 1965/66 - – FC Barcelona: 1961/62 - Latinský pohár (elitní poválečná soutěž; 2× vítěz) - – FC Barcelona: 1949, 1952 - Superpohár UEFA (5× vítěz) - – FC Barcelona: 1992, 1997, 2009, 2011, 2015 - – FC Barcelona: 1979, 1982, 1989, 2006 - Interkontinentální pohár - – FC Barcelona: 1992 - Mistrovství světa ve fotbale klubů (3× vítěz) - – FC Barcelona: 2009, 2011, 2015 - – FC Barcelona: 2006 |
| Domácí medaile |
| - Španělská nejvyšší fotbalová soutěž (Primera División; 27× vítěz) - – FC Barcelona: 1929, 1944/45, 1947/48, 1948/49, 1951/52, 1952/53, 1958/59, 1959/60, 1973/74, 1984/85, 1990/91, 1991/92, 1992/93, 1993/94, 1997/98, 1998/99, 2004/05, 2005/06, 2008/09, 2009/10, 2010/11, 2012/13, 2014/15, 2015/16, 2017/18, 2018/19, 2022/23, 2024/25 - – FC Barcelona: 1929/30, 1945/46, 1953/54, 1954/55, 1955/56, 1961/62, 1963/64, 1966/67, 1967/68, 1970/71, 1972/73, 1975/76, 1976/77, 1977/78, 1981/82, 1985/86, 1986/87, 1988/89, 1996/97, 1999/00, 2003/04, 2006/07, 2011/12, 2013/14, 2016/17 - – FC Barcelona: 1931/32, 1942/43, 1956/57, 1957/58, 1965/66, 1968/69, 1971/72, 1974/75, 1983/84, 1989/90, 1995/96, 2007/08 - Španělský fotbalový pohár (Copa del Generalísimo, Copa del Rey; 32× vítěz) - – FC Barcelona: 1910, 1912, 1913, 1920, 1922, 1925, 1926, 1928, 1942, 1951, 1952, 1952/53, 1957, 1958/59, 1962/63, 1967/68, 1970/71, 1977/78, 1980/81, 1982/83, 1987/88, 1989/90, 1996/97, 1997/98, 2008/09, 2011/12, 2014/15, 2015/16, 2016/17, 2017/18, 2020/21, 2024/25 - Španělský ligový pohár (Copa de la Liga; 2× vítěz) - – FC Barcelona: 1982/83, 1985/86 - Španělský Superpohár (Supercopa de España; 15× vítěz) - – FC Barcelona: 1983, 1991, 1992, 1994, 1996, 2005, 2006, 2009, 2010, 2011, 2013, 2016, 2018, 2023, 2025 |
| Menší úspěchy |
| - Pyrenees Cup (4× vítěz) - – FC Barcelona: 1910, 1911, 1912, 1913 - Copa de Oro Argentina (1× vítěz) - – FC Barcelona: 1945 - Copa Eva Duarte (3× vítěz) - – FC Barcelona: 1948, 1952, 1953 - Pequeña Copa del Mundo de Clubes (1× vítěz) - – FC Barcelona: 1957 - Campionat de Catalunya (23× vítěz) - – FC Barcelona: 1902, 1903, 1904/05, 1908/09, 1909/10, 1910/11, 1912/13, 1915/16, 1918/19, 1919/20, 1920/21, 1921/22, 1923/24, 1924/25, 1925/26, 1926/27, 1927/28, 1929/30, 1930/31, 1931/32, 1934/35, 1935/36, 1937/38 - – FC Barcelona: 1901, 1907/08, 1911/12, 1932/33, 1936/37 - Mediterranean League (1× vítěz) - – FC Barcelona: 1937/38 - Copa Catalunya (8× vítěz) - – FC Barcelona (kombinovaně s FC Barcelona „B“): 1990/91, 1992/93, 1999/00, 2003/04, 2004/05, 2006/07, 2012/13, 2013/14 - Supercopa de Catalunya (2× vítěz) - – FC Barcelona: 2014, 2018 - Trofeo Teresa Herrera (5× vítěz) - – FC Barcelona: 1948, 1951, 1972, 1990, 1993 - Copa Martini & Rossi (6× vítěz) - – FC Barcelona: 1948, 1949, 1950, Červen 1952, Prosinec 1952, 1953 - Trofeo Ramón de Carranza (3× vítěz) - – FC Barcelona: 1961, 1962, 2005 - Trofeu Joan Gamper (42× vítěz) - – FC Barcelona: 1966, 1967, 1968, 1969, 1971, 1973, 1974, 1975, 1976, 1977, 1979, 1980, 1983, 1984, 1985, 1986, 1988, 1990, 1991, 1992, 1995, 1996, 1997, 1998, 1999, 2000, 2001, 2002, 2003, 2004, 2006, 2007, 2008, 2010, 2011, 2013, 2014, 2015, 2016, 2017, 2018, 2019 - Coupe Mohammed V (1× vítěz) - – FC Barcelona: 1969 - Trofeo Festa d'Elx (3× vítěz) - – FC Barcelona: 1970, 1989, 2003 - Trofeo Costa del Sol (1× vítěz) - – FC Barcelona: 1977 - Trofeo Ciudad de Alicante (2× vítěz) - – FC Barcelona: 1983, 1987 - Trofeo Ciudad de Zaragoza (1× vítěz) - – FC Barcelona: 1985 - Trofeo Naranja (1× vítěz) - – FC Barcelona: 1987 - Torneig Ciutat de Barcelona (1× vítěz) - – FC Barcelona: 1989 - Trofeo Ciudad de Marbella (1× vítěz) - – FC Barcelona: 1993 - Trofeo Ciutat de Lleida (1× vítěz) - – FC Barcelona: 1998 - Amsterdam Tournament (1× vítěz) - – FC Barcelona: 2000 - Franz Beckenbauer Cup (1× vítěz) - – FC Barcelona: 2007 - Audi Cup (1× vítěz) - – FC Barcelona: 2011 - Tournoi de Paris (1× vítěz) - – FC Barcelona: 2012 - Trofeo Colombino (1× vítěz) - – FC Barcelona: 2014 - International Champions Cup (1× vítěz) - – FC Barcelona: 2017 USA - La Liga-Serie A Cup (1× vítěz) - – FC Barcelona: 2019 |

### Úspěchy mládeže
| Kontinentální medaile |
| - Juniorská liga UEFA (1. evropská výkonnostní úroveň; 2× vítěz) - – FC Barcelona: 2013/14, 2017/18 |
| Domácí medaile |
| - Španělská nejvyšší fotbalová soutěž do 19 let (dříve ligová soutěž / od roku 1995 jako turnaj Copa de Campeones; 4× vítěz) - – FC Barcelona: 1993/94, 2004/05, 2008/09, 2010/11 - – FC Barcelona: 1986/87, 1987/88, 1990/91, 1999/00 - Španělská fotbalová ligová soutěž do 19 let (kvalifikace do soutěže Copa de Campeones; 11× vítěz) - – FC Barcelona: 1999/00 (sk. 3), 2000/01 (sk. 3), 2004/05 (sk. 3), 2005/06 (sk. 3), 2008/09 (sk. 3), 2009/10 (sk. 3), 2010/11 (sk. 3), 2012/13 (sk. 3), 2013/14 (sk. 3), 2016/17 (sk. 3), 2017/18 (sk. 3) - Španělský fotbalový pohár do 19 let (Copa del Rey Juvenil; 18× vítěz) - – FC Barcelona: 1951, 1959, 1973, 1974, 1975, 1976, 1977, 1980, 1986, 1987, 1989, 1994, 1996, 2000, 2002, 2005, 2006, 2011 |

## Hráči
Všechny hráče, kteří kdy hráli za FC Barcelona a na české verzi Wikipedie mají existující článek naleznete v Kategorii:Fotbalisté FC Barcelona

### Současná soupiska
Španělské kluby jsou limitovány pravidly nařizující, že každý klub smí mít na soupisce pouze tři hráče, kteří mají občanství ve státech mimo Evropskou unii. Toto pravidlo se nevztahuje na hráče s dvojím občanstvím a na hráče z tzv. AKT (Africká, Karibská a Pacifická skupina států).
K 6. 11. 2024
| Číslo |           | Pozice | Hráč                            |
| ----- | --------- | ------ | ------------------------------- |
| 1     | Německo   | B      | Marc-André ter Stegen (kapitán) |
| 1     | Maďarsko  | B      | Aron Yaakobishvili              |
| 2     | Španělsko | O      | Pau Cubarsí                     |
| 3     | Španělsko | O      | Alejandro Balde                 |
| 4     | Uruguay   | O      | Ronald Araújo (druhý kapitán)   |
| 5     | Španělsko | O      | Iñigo Martínez                  |
| 6     | Španělsko | Z      | Gavi                            |
| 7     | Španělsko | Ú      | Ferran Torres                   |
| 8     | Španělsko | Z      | Pedri (třetí kapitán)           |
| 9     | Polsko    | Ú      | Robert Lewandowski              |
| 10    | Španělsko | Ú      | Ansu Fati                       |
| 11    | Brazílie  | Ú      | Raphinha (čtvrtý kapitán)       |
| 13    | Španělsko | B      | Iñaki Peña                      |
| 13    | USA       | B      | Diego Kochen                    |
| 14    | Španělsko | Z      | Pablo Torre                     |
| 15    | Dánsko    | O      | Andreas Christensen             |
| 16    | Španělsko | Z      | Fermín López                    |

| Číslo |            | Pozice | Hráč                            |
| ----- | ---------- | ------ | ------------------------------- |
| 17    | Španělsko  | Z      | Marc Casadó                     |
| 17    | Španělsko  | Z      | Rúben López                     |
| 18    | Španělsko  | Ú      | Pau Víctor                      |
| 19    | Španělsko  | Ú      | Lamine Yamal                    |
| 20    | Španělsko  | Z      | Dani Olmo                       |
| 20    | Španělsko  | Z      | Guille Fernández                |
| 21    | Nizozemsko | Z      | Frenkie de Jong (třetí kapitán) |
| 21    | Německo    | Z      | Noah Darvich                    |
| 23    | Francie    | O      | Jules Koundé                    |
| 24    | Španělsko  | O      | Eric García                     |
| 25    | Polsko     | B      | Wojciech Szczęsny               |
| 26    | Španělsko  | B      | Ander Astralaga                 |
| 27    | Španělsko  | O      | Andres Cuenca                   |
| 28    | Španělsko  | Z      | Marc Bernal                     |
| 32    | Španělsko  | O      | Héctor Fort                     |
| 35    | Španělsko  | O      | Gerard Martín                   |
| 36    | Španělsko  | O      | Sergi Dominguez                 |
| 37    | Španělsko  | Ú      | Toni Fernández                  |

### Na hostování
| Číslo |          | Pozice | Hráč                                                                |
| ----- | -------- | ------ | ------------------------------------------------------------------- |
|       | Brazílie | Ú      | Vitor Roque (na hostování v Realu Betis do 30. června 2025)         |
|       | Francie  | O      | Clément Lenglet (na hostování v Atléticu Madrid do 30. června 2025) |

| Číslo |           | Pozice | Hráč                                                   |
| ----- | --------- | ------ | ------------------------------------------------------ |
|       | Španělsko | O      | Álex Valle (na hostování v Celticu do 30. června 2023) |
|       | Španělsko | Z      | Oriol Romeu (na hostování v Gironě do 30. června 2025) |

### Realizační tým
| Trenérský tým    | Trenérský tým           |
| Pozice           | Jméno                   |
| ---------------- | ----------------------- |
| Hlavní trenér    | Hans-Dieter Flick       |
| Asistent trenéra | Òscar Hernández         |
| Asistent trenéra | Sergio Alegre           |
| Trenér brankářů  | José Ramón de la Fuente |
| Kondiční trenér  | Iván Torres             |

## Umístění v jednotlivých sezonách
Stručný přehled
Zdroj:
- 1929– : Primera División

Jednotlivé ročníky
Zdroj:
Legenda: Z – zápasy, V – výhry, R – remízy, P – porážky, VG – vstřelené góly, OG – obdržené góly, +/− – rozdíl skóre, B – body, zlaté podbarvení – 1. místo, stříbrné podbarvení – 2. místo, bronzové podbarvení – 3. místo, červené podbarvení – sestup, zelené podbarvení – postup, fialové podbarvení – reorganizace, změna skupiny či soutěže
| Španělsko (1929 – )                                                                         |                  |        |    |    |    |    |     |    |     |     |        |
| Sezóny                                                                                      | Liga             | Úroveň | Z  | V  | R  | P  | VG  | OG | +/- | B   | Pozice |
| 1929                                                                                        | Primera División | 1      | 18 | 11 | 3  | 4  | 37  | 23 | +14 | 25  | 1.     |
| 1929/30                                                                                     | Primera División | 1      | 18 | 11 | 1  | 6  | 46  | 36 | +10 | 23  | 2.     |
| 1930/31                                                                                     | Primera División | 1      | 18 | 7  | 7  | 4  | 40  | 43 | -3  | 21  | 4.     |
| 1931/32                                                                                     | Primera División | 1      | 18 | 10 | 4  | 4  | 40  | 26 | +14 | 24  | 3.     |
| 1932/33                                                                                     | Primera División | 1      | 18 | 7  | 5  | 6  | 42  | 34 | +8  | 19  | 4.     |
| 1933/34                                                                                     | Primera División | 1      | 18 | 8  | 0  | 10 | 42  | 40 | +2  | 16  | 9.     |
| 1934/35                                                                                     | Primera División | 1      | 22 | 9  | 6  | 7  | 55  | 44 | +11 | 24  | 6.     |
| 1935/36                                                                                     | Primera División | 1      | 22 | 11 | 2  | 9  | 39  | 32 | +7  | 24  | 3.     |
| Španělské soutěže se v letech 1936–39 nehrály, a to kvůli právě probíhající občanské válce. |                  |        |    |    |    |    |     |    |     |     |        |
| 1939/40                                                                                     | Primera División | 1      | 22 | 8  | 3  | 11 | 32  | 38 | -6  | 19  | 9.     |
| 1940/41                                                                                     | Primera División | 1      | 22 | 13 | 1  | 8  | 55  | 45 | +10 | 27  | 4.     |
| 1941/42                                                                                     | Primera División | 1      | 26 | 8  | 3  | 15 | 57  | 66 | -9  | 19  | 12.    |
| 1942/43                                                                                     | Primera División | 1      | 26 | 14 | 4  | 8  | 77  | 50 | +27 | 32  | 3.     |
| 1943/44                                                                                     | Primera División | 1      | 26 | 10 | 8  | 8  | 59  | 46 | +13 | 28  | 6.     |
| 1944/45                                                                                     | Primera División | 1      | 26 | 17 | 5  | 4  | 50  | 30 | +20 | 39  | 1.     |
| 1945/46                                                                                     | Primera División | 1      | 26 | 14 | 7  | 5  | 48  | 31 | +17 | 35  | 2.     |
| 1946/47                                                                                     | Primera División | 1      | 26 | 14 | 3  | 9  | 59  | 42 | +17 | 31  | 4.     |
| 1947/48                                                                                     | Primera División | 1      | 26 | 15 | 7  | 4  | 65  | 31 | +34 | 37  | 1.     |
| 1948/49                                                                                     | Primera División | 1      | 26 | 16 | 5  | 5  | 66  | 36 | +30 | 37  | 1.     |
| 1949/50                                                                                     | Primera División | 1      | 26 | 13 | 3  | 10 | 67  | 47 | +20 | 29  | 5.     |
| 1950/51                                                                                     | Primera División | 1      | 30 | 16 | 3  | 11 | 83  | 61 | +22 | 35  | 4.     |
| 1951/52                                                                                     | Primera División | 1      | 30 | 19 | 5  | 6  | 92  | 43 | +49 | 43  | 1.     |
| 1952/53                                                                                     | Primera División | 1      | 30 | 19 | 4  | 7  | 82  | 43 | +39 | 42  | 1.     |
| 1953/54                                                                                     | Primera División | 1      | 30 | 16 | 4  | 10 | 74  | 39 | +35 | 36  | 2.     |
| 1954/55                                                                                     | Primera División | 1      | 30 | 17 | 7  | 6  | 75  | 39 | +36 | 41  | 2.     |
| 1955/56                                                                                     | Primera División | 1      | 30 | 22 | 3  | 5  | 67  | 26 | +41 | 47  | 2.     |
| 1956/57                                                                                     | Primera División | 1      | 30 | 16 | 7  | 7  | 70  | 37 | +33 | 39  | 3.     |
| 1957/58                                                                                     | Primera División | 1      | 30 | 17 | 4  | 9  | 69  | 38 | +31 | 38  | 3.     |
| 1958/59                                                                                     | Primera División | 1      | 30 | 24 | 3  | 3  | 96  | 26 | +70 | 51  | 1.     |
| 1959/60                                                                                     | Primera División | 1      | 30 | 22 | 2  | 6  | 88  | 28 | +60 | 46  | 1.     |
| 1960/61                                                                                     | Primera División | 1      | 30 | 13 | 6  | 11 | 62  | 47 | +15 | 32  | 4.     |
| 1961/62                                                                                     | Primera División | 1      | 30 | 18 | 4  | 8  | 81  | 46 | +35 | 40  | 2.     |
| 1962/63                                                                                     | Primera División | 1      | 30 | 11 | 9  | 10 | 45  | 36 | +9  | 31  | 6.     |
| 1963/64                                                                                     | Primera División | 1      | 30 | 19 | 4  | 7  | 74  | 38 | +36 | 42  | 2.     |
| 1964/65                                                                                     | Primera División | 1      | 30 | 14 | 4  | 12 | 59  | 41 | +18 | 32  | 6.     |
| 1965/66                                                                                     | Primera División | 1      | 30 | 16 | 6  | 8  | 51  | 27 | +24 | 38  | 3.     |
| 1966/67                                                                                     | Primera División | 1      | 30 | 20 | 2  | 8  | 58  | 29 | +29 | 42  | 2.     |
| 1967/68                                                                                     | Primera División | 1      | 30 | 15 | 9  | 6  | 48  | 29 | +19 | 39  | 2.     |
| 1968/69                                                                                     | Primera División | 1      | 30 | 13 | 10 | 7  | 40  | 18 | +22 | 36  | 3.     |
| 1969/70                                                                                     | Primera División | 1      | 30 | 13 | 9  | 8  | 40  | 31 | +9  | 35  | 4.     |
| 1970/71                                                                                     | Primera División | 1      | 30 | 19 | 5  | 6  | 50  | 22 | +28 | 43  | 2.     |
| 1971/72                                                                                     | Primera División | 1      | 34 | 17 | 9  | 8  | 40  | 26 | +14 | 43  | 3.     |
| 1972/73                                                                                     | Primera División | 1      | 34 | 18 | 10 | 6  | 41  | 21 | +20 | 46  | 2.     |
| 1973/74                                                                                     | Primera División | 1      | 34 | 21 | 8  | 5  | 75  | 24 | +51 | 50  | 1.     |
| 1974/75                                                                                     | Primera División | 1      | 34 | 15 | 7  | 12 | 57  | 36 | +21 | 37  | 3.     |
| 1975/76                                                                                     | Primera División | 1      | 34 | 18 | 7  | 9  | 61  | 41 | +20 | 43  | 2.     |
| 1976/77                                                                                     | Primera División | 1      | 34 | 18 | 9  | 7  | 69  | 34 | +35 | 45  | 2.     |
| 1977/78                                                                                     | Primera División | 1      | 34 | 16 | 9  | 9  | 49  | 29 | +20 | 41  | 2.     |
| 1978/79                                                                                     | Primera División | 1      | 34 | 16 | 6  | 12 | 69  | 37 | +32 | 38  | 5.     |
| 1979/80                                                                                     | Primera División | 1      | 34 | 13 | 12 | 9  | 42  | 33 | +9  | 38  | 4.     |
| 1980/81                                                                                     | Primera División | 1      | 34 | 18 | 5  | 11 | 66  | 41 | +25 | 41  | 5.     |
| 1981/82                                                                                     | Primera División | 1      | 34 | 19 | 7  | 8  | 75  | 40 | +35 | 45  | 2.     |
| 1982/83                                                                                     | Primera División | 1      | 34 | 17 | 10 | 7  | 60  | 29 | +31 | 44  | 4.     |
| 1983/84                                                                                     | Primera División | 1      | 34 | 20 | 8  | 6  | 62  | 28 | +34 | 48  | 3.     |
| 1984/85                                                                                     | Primera División | 1      | 34 | 21 | 11 | 2  | 69  | 25 | +44 | 53  | 1.     |
| 1985/86                                                                                     | Primera División | 1      | 34 | 18 | 9  | 7  | 61  | 36 | +25 | 45  | 2.     |
| 1986/87                                                                                     | Primera División | 1      | 44 | 24 | 15 | 5  | 63  | 29 | +34 | 63  | 2.     |
| 1987/88                                                                                     | Primera División | 1      | 38 | 15 | 9  | 14 | 49  | 44 | +5  | 39  | 6.     |
| 1988/89                                                                                     | Primera División | 1      | 38 | 23 | 11 | 4  | 80  | 26 | +54 | 57  | 2.     |
| 1989/90                                                                                     | Primera División | 1      | 38 | 23 | 5  | 10 | 83  | 39 | +44 | 51  | 3.     |
| 1990/91                                                                                     | Primera División | 1      | 38 | 25 | 7  | 6  | 74  | 33 | +41 | 57  | 1.     |
| 1991/92                                                                                     | Primera División | 1      | 38 | 23 | 9  | 6  | 87  | 37 | +50 | 55  | 1.     |
| 1992/93                                                                                     | Primera División | 1      | 38 | 25 | 8  | 5  | 87  | 34 | +53 | 58  | 1.     |
| 1993/94                                                                                     | Primera División | 1      | 38 | 25 | 6  | 7  | 91  | 42 | +49 | 56  | 1.     |
| 1994/95                                                                                     | Primera División | 1      | 38 | 18 | 10 | 10 | 60  | 45 | +15 | 46  | 4.     |
| 1995/96                                                                                     | Primera División | 1      | 42 | 22 | 14 | 6  | 72  | 39 | +33 | 80  | 3.     |
| 1996/97                                                                                     | Primera División | 1      | 42 | 28 | 6  | 8  | 102 | 48 | +54 | 90  | 2.     |
| 1997/98                                                                                     | Primera División | 1      | 38 | 23 | 5  | 10 | 78  | 56 | +22 | 74  | 1.     |
| 1998/99                                                                                     | Primera División | 1      | 38 | 24 | 7  | 7  | 87  | 43 | +44 | 79  | 1.     |
| 1999/00                                                                                     | Primera División | 1      | 38 | 19 | 7  | 12 | 70  | 46 | +24 | 64  | 2.     |
| 2000/01                                                                                     | Primera División | 1      | 38 | 17 | 12 | 9  | 80  | 57 | +23 | 63  | 4.     |
| 2001/02                                                                                     | Primera División | 1      | 38 | 18 | 10 | 10 | 65  | 37 | +28 | 64  | 4.     |
| 2002/03                                                                                     | Primera División | 1      | 38 | 15 | 11 | 12 | 63  | 47 | +16 | 56  | 6.     |
| 2003/04                                                                                     | Primera División | 1      | 38 | 21 | 9  | 8  | 63  | 39 | +24 | 72  | 2.     |
| 2004/05                                                                                     | Primera División | 1      | 38 | 25 | 9  | 4  | 73  | 29 | +44 | 84  | 1.     |
| 2005/06                                                                                     | Primera División | 1      | 38 | 25 | 7  | 6  | 80  | 35 | +45 | 82  | 1.     |
| 2006/07                                                                                     | Primera División | 1      | 38 | 22 | 10 | 6  | 78  | 33 | +45 | 76  | 2.     |
| 2007/08                                                                                     | Primera División | 1      | 38 | 19 | 10 | 9  | 76  | 43 | +33 | 67  | 3.     |
| 2008/09                                                                                     | Primera División | 1      | 38 | 27 | 6  | 5  | 105 | 35 | +70 | 87  | 1.     |
| 2009/10                                                                                     | Primera División | 1      | 38 | 31 | 6  | 1  | 98  | 24 | +74 | 99  | 1.     |
| 2010/11                                                                                     | Primera División | 1      | 38 | 30 | 6  | 2  | 95  | 21 | +74 | 96  | 1.     |
| 2011/12                                                                                     | Primera División | 1      | 38 | 28 | 7  | 3  | 114 | 29 | +85 | 91  | 2.     |
| 2012/13                                                                                     | Primera División | 1      | 38 | 32 | 4  | 2  | 115 | 40 | +75 | 100 | 1.     |
| 2013/14                                                                                     | Primera División | 1      | 38 | 27 | 6  | 5  | 100 | 33 | +67 | 87  | 2.     |
| 2014/15                                                                                     | Primera División | 1      | 38 | 30 | 4  | 4  | 110 | 21 | +89 | 94  | 1.     |
| 2015/16                                                                                     | Primera División | 1      | 38 | 29 | 4  | 5  | 112 | 29 | +83 | 91  | 1.     |
| 2016/17                                                                                     | Primera División | 1      | 38 | 28 | 6  | 4  | 116 | 37 | +79 | 90  | 2.     |
| 2017/18                                                                                     | Primera División | 1      | 38 | 28 | 9  | 1  | 99  | 29 | +70 | 93  | 1.     |
| 2018/19                                                                                     | Primera División | 1      | 38 | 26 | 9  | 3  | 90  | 36 | +54 | 87  | 1.     |
| 2019/20                                                                                     | Primera División | 1      | 38 | 25 | 7  | 6  | 86  | 38 | +48 | 82  | 2.     |
| 2020/21                                                                                     | Primera División | 1      | 38 | 24 | 7  | 7  | 85  | 38 | +47 | 79  | 3.     |
| 2021/22                                                                                     | Primera División | 1      | 38 | 21 | 10 | 7  | 68  | 38 | +30 | 73  | 2.     |
| 2022/23                                                                                     | Primera División | 1      | 38 | 28 | 4  | 6  | 70  | 20 | +50 | 88  | 1.     |
| 2023/24                                                                                     | Primera División | 1      | 38 | 26 | 7  | 5  | 79  | 44 | +35 | 85  | 2.     |
| 2024/25                                                                                     | Primera División | 1      | 38 | 28 | 4  | 6  | 102 | 39 | +63 | 88  | 1.     |

## Účast v evropských pohárech
Zdroj:
| Ročník  | Soutěž                       | Kolo                   | Klub                           | Doma            | Venku           | Celkem                  |
| ------- | ---------------------------- | ---------------------- | ------------------------------ | --------------- | --------------- | ----------------------- |
| 1949    | Latinský pohár               | Semifinále             | Stade de Reims                 | 5:0 (Barcelona) | 5:0 (Barcelona) | 5:0 (Barcelona)         |
| 1949    | Latinský pohár               | Finále                 | Sporting CP                    | 2:1 (Madrid)    | 2:1 (Madrid)    | 2:1 (Madrid)            |
| 1952    | Latinský pohár               | Semifinále             | Juventus FC                    | 4:2 (Paříž)     | 4:2 (Paříž)     | 4:2 (Paříž)             |
| 1952    | Latinský pohár               | Finále                 | OGC Nice                       | 1:0 (Paříž)     | 1:0 (Paříž)     | 1:0 (Paříž)             |
| 1955/58 | Veletržní pohár              | Základní skupina A     | Kodaň XI                       | 6:2             | 1:1             | 1. místo                |
| 1955/58 | Veletržní pohár              | Semifinále             | Birmingham City FC             | 1:0             | 3:4             | 4:4 (3. zápas: 2:1)     |
| 1955/58 | Veletržní pohár              | Finále                 | Londýn XI                      | 6:0             | 2:2             | 8:2                     |
| 1958/60 | Veletržní pohár              | 1. kolo                | Basilej XI                     | 5:2             | 2:1             | 7:3                     |
| 1958/60 | Veletržní pohár              | Čtvrtfinále            | Inter Milán                    | 4:0             | 4:2             | 8:2                     |
| 1958/60 | Veletržní pohár              | Semifinále             | Bělehrad XI                    | 3:1             | 1:1             | 4:2                     |
| 1958/60 | Veletržní pohár              | Finále                 | Birmingham City FC             | 4:1             | 0:0             | 4:1                     |
| 1959/60 | Pohár mistrů evropských zemí | 1. kolo                | PFK CSKA Sofia                 | 6:2             | 2:2             | 8:4                     |
| 1959/60 | Pohár mistrů evropských zemí | 2. kolo                | AC Milán                       | 5:1             | 2:0             | 7:1                     |
| 1959/60 | Pohár mistrů evropských zemí | Čtvrtfinále            | Wolverhampton Wanderers FC     | 4:0             | 5:2             | 9:2                     |
| 1959/60 | Pohár mistrů evropských zemí | Semifinále             | Real Madrid                    | 1:3             | 1:3             | 2:6                     |
| 1960/61 | Veletržní pohár              | 1. kolo                | Záhřeb XI                      | 4:3             | 1:1             | 5:4                     |
| 1960/61 | Veletržní pohár              | Čtvrtfinále            | Hibernian FC                   | 3:2             | 4:4             | 7:6                     |
| 1960/61 | Pohár mistrů evropských zemí | Předkolo               | Lierse SK                      | 2:0             | 3:0             | 5:0                     |
| 1960/61 | Pohár mistrů evropských zemí | 1. kolo                | Real Madrid                    | 2:1             | 2:2             | 4:3                     |
| 1960/61 | Pohár mistrů evropských zemí | Čtvrtfinále            | Spartak Hradec Králové         | 4:0             | 1:1             | 5:1                     |
| 1960/61 | Pohár mistrů evropských zemí | Semifinále             | Hamburger SV                   | 1:0             | 1:2             | 2:2 (3. zápas: 1:0)     |
| 1960/61 | Pohár mistrů evropských zemí | Finále                 | SL Benfica                     | 2:3             | 2:3             | 2:3                     |
| 1961/62 | Veletržní pohár              | 1. kolo                | Západní Berlín XI              | 3:0             | 0:1             | 3:1                     |
| 1961/62 | Veletržní pohár              | 2. kolo                | GNK Dinamo Zagreb              | 5:1             | 2:2             | 7:3                     |
| 1961/62 | Veletržní pohár              | Čtvrtfinále            | Sheffield Wednesday FC         | 2:0             | 2:3             | 4:3                     |
| 1961/62 | Veletržní pohár              | Semifinále             | FK Crvena zvezda               | 4:1             | 2:0             | 6:1                     |
| 1961/62 | Veletržní pohár              | Finále                 | Valencia CF                    | 1:1             | 2:6             | 3:7                     |
| 1962/63 | Veletržní pohár              | 1. kolo                | CF Os Belenenses               | 1:1             | 1:1             | 2:2 (3. zápas: 3:2)     |
| 1962/63 | Veletržní pohár              | 2. kolo                | FK Crvena zvezda               | 1:0             | 2:3             | 3:3 (3. zápas: 0:1)     |
| 1963/64 | Pohár vítězů pohárů          | 1. kolo                | Shelbourne FC                  | 3:1             | 2:0             | 5:1                     |
| 1963/64 | Pohár vítězů pohárů          | 2. kolo                | Hamburger SV                   | 4:4             | 0:0             | 4:4 (3. zápas: 2:3)     |
| 1964/65 | Veletržní pohár              | 1. kolo                | ACF Fiorentina                 | 0:1             | 2:0             | 2:1                     |
| 1964/65 | Veletržní pohár              | 2. kolo                | Celtic FC                      | 3:1             | 0:0             | 3:1                     |
| 1964/65 | Veletržní pohár              | 3. kolo                | RC Strasbourg Alsace           | 2:2             | 0:0             | 2:2 (3. zápas: 0:0, HM) |
| 1965/66 | Veletržní pohár              | 1. kolo                | VV DOS                         | 7:1             | 0:0             | 7:1                     |
| 1965/66 | Veletržní pohár              | 2. kolo                | Royal Antwerp FC               | 2:0             | 1:2             | 3:2                     |
| 1965/66 | Veletržní pohár              | 3. kolo                | Hannover 96                    | 1:0             | 1:2             | 2:2 (3. zápas: 1:1, HM) |
| 1965/66 | Veletržní pohár              | Čtvrtfinále            | RCD Espanyol                   | 1:0             | 1:0             | 2:0                     |
| 1965/66 | Veletržní pohár              | Semifinále             | Chelsea FC                     | 2:0             | 0:2             | 2:2 (3. zápas: 5:0)     |
| 1965/66 | Veletržní pohár              | Finále                 | Real Zaragoza                  | 0:1             | 4:2             | 4:3                     |
| 1966/67 | Veletržní pohár              | 2. kolo                | Dundee United FC               | 1:2             | 0:2             | 1:4                     |
| 1967/68 | Veletržní pohár              | 1. kolo                | FC Zürich                      | 1:0             | 1:3             | 2:3                     |
| 1968/69 | Pohár vítězů pohárů          | 1. kolo                | FC Lugano                      | 3:0             | 1:0             | 4:0                     |
| 1968/69 | Pohár vítězů pohárů          | 2. kolo                |                                | Volný los       | Volný los       | Volný los               |
| 1968/69 | Pohár vítězů pohárů          | Čtvrtfinále            | FK Lyn                         | 3:2             | 2:2             | 5:4                     |
| 1968/69 | Pohár vítězů pohárů          | Semifinále             | 1. FC Köln                     | 4:1             | 2:2             | 6:3                     |
| 1968/69 | Pohár vítězů pohárů          | Finále                 | Slovan Bratislava              | 2:3             | 2:3             | 2:3                     |
| 1969/70 | Veletržní pohár              | 1. kolo                | Boldklubben 1913               | 4:0             | 2:0             | 6:0                     |
| 1969/70 | Veletržní pohár              | 2. kolo                | Győri ETO FC                   | 2:0             | 3:2             | 5:2                     |
| 1969/70 | Veletržní pohár              | 3. kolo                | Inter Milán                    | 1:2             | 1:1             | 2:3                     |
| 1970/71 | Veletržní pohár              | 1. kolo                | GKS Katowice                   | 3:2             | 1:0             | 4:2                     |
| 1970/71 | Veletržní pohár              | 2. kolo                | Inter Milán                    | 1:2             | 1:2             | 2:4                     |
| 1970/71 | Veletržní pohár              | Superfinále            | Leeds United FC                | 2:1             | 2:1             | 2:1                     |
| 1971/72 | Pohár vítězů pohárů          | 1. kolo                | Lisburn Distillery FC          | 4:0             | 3:1             | 7:1                     |
| 1971/72 | Pohár vítězů pohárů          | 2. kolo                | FC Steaua București            | 0:1             | 1:2             | 1:3                     |
| 1972/73 | Pohár UEFA                   | 1. kolo                | FC Porto                       | 0:1             | 1:3             | 1:4                     |
| 1973/74 | Pohár UEFA                   | 1. kolo                | OGC Nice                       | 2:0             | 0:3             | 2:3                     |
| 1974/75 | Pohár mistrů evropských zemí | 1. kolo                | FC Linz                        | 5:0             | 0:0             | 5:0                     |
| 1974/75 | Pohár mistrů evropských zemí | 2. kolo                | Feyenoord                      | 3:0             | 0:0             | 3:0                     |
| 1974/75 | Pohár mistrů evropských zemí | Čtvrtfinále            | Åtvidabergs FF                 | 2:0             | 3:0             | 5:0                     |
| 1974/75 | Pohár mistrů evropských zemí | Semifinále             | Leeds United FC                | 1:1             | 1:2             | 2:3                     |
| 1975/76 | Pohár UEFA                   | 1. kolo                | PAOK FC                        | 6:1             | 0:1             | 6:2                     |
| 1975/76 | Pohár UEFA                   | 2. kolo                | SS Lazio                       | 4:0             | 3:0             | 7:0                     |
| 1975/76 | Pohár UEFA                   | 3. kolo                | Vasas SC                       | 3:1             | 1:0             | 4:1                     |
| 1975/76 | Pohár UEFA                   | Čtvrtfinále            | PFK Levski Sofia               | 4:0             | 4:5             | 8:5                     |
| 1975/76 | Pohár UEFA                   | Semifinále             | Liverpool FC                   | 0:1             | 1:1             | 1:2                     |
| 1976/77 | Pohár UEFA                   | 1. kolo                | CF Os Belenenses               | 3:2             | 2:2             | 5:4                     |
| 1976/77 | Pohár UEFA                   | 2. kolo                | KSC Lokeren                    | 2:0             | 1:2             | 3:2                     |
| 1976/77 | Pohár UEFA                   | 3. kolo                | Östers IF                      | 5:1             | 3:0             | 8:1                     |
| 1976/77 | Pohár UEFA                   | Čtvrtfinále            | Athletic Bilbao                | 2:2             | 1:2             | 3:4                     |
| 1977/78 | Pohár UEFA                   | 1. kolo                | FC Steaua București            | 5:1             | 3:1             | 8:2                     |
| 1977/78 | Pohár UEFA                   | 2. kolo                | AZ Alkmaar                     | 1:1             | 1:1             | 2:2                     |
| 1977/78 | Pohár UEFA                   | 3. kolo                | Ipswich Town FC                | 3:0             | 0:3             | 3:3                     |
| 1977/78 | Pohár UEFA                   | Čtvrtfinále            | Aston Villa FC                 | 2:1             | 2:2             | 4:3                     |
| 1977/78 | Pohár UEFA                   | Semifinále             | PSV Eindhoven                  | 3:1             | 0:3             | 3:4                     |
| 1978/79 | Pohár vítězů pohárů          | 1. kolo                | FK Šachtar Doněck              | 3:0             | 1:1             | 4:1                     |
| 1978/79 | Pohár vítězů pohárů          | 2. kolo                | RSC Anderlecht                 | 3:0             | 0:3             | 3:3                     |
| 1978/79 | Pohár vítězů pohárů          | Čtvrtfinále            | Ipswich Town FC                | 1:0             | 1:2             | 2:2 (v)                 |
| 1978/79 | Pohár vítězů pohárů          | Semifinále             | KSK Beveren                    | 1:0             | 1:0             | 2:0                     |
| 1978/79 | Pohár vítězů pohárů          | Finále                 | Fortuna Düsseldorf             | 4:3 po prodl.   | 4:3 po prodl.   | 4:3 po prodl.           |
| 1979    | Superpohár UEFA              | Finále                 | Nottingham Forest FC           | 1:1             | 0:1             | 1:2                     |
| 1979/80 | Pohár vítězů pohárů          | 1. kolo                | Íþróttabandalag Akraness       | 5:0             | 1:0             | 6:0                     |
| 1979/80 | Pohár vítězů pohárů          | 2. kolo                | FC Aris Bonnevoie              | 7:1             | 4:1             | 11:2                    |
| 1979/80 | Pohár vítězů pohárů          | Čtvrtfinále            | Valencia CF                    | 0:1             | 3:4             | 3:5                     |
| 1980/81 | Pohár UEFA                   | 1. kolo                | Sliema Wanderers FC            | 1:0             | 2:0             | 3:0                     |
| 1980/81 | Pohár UEFA                   | 2. kolo                | 1. FC Köln                     | 0:4             | 1:0             | 1:4                     |
| 1981/82 | Pohár vítězů pohárů          | 1. kolo                | PFK Botev Plovdiv              | 4:1             | 0:1             | 4:2                     |
| 1981/82 | Pohár vítězů pohárů          | 2. kolo                | ASVS Dukla Praha               | 4:0             | 0:1             | 4:1                     |
| 1981/82 | Pohár vítězů pohárů          | Čtvrtfinále            | 1. FC Lokomotive Leipzig       | 1:2             | 3:0             | 4:2                     |
| 1981/82 | Pohár vítězů pohárů          | Semifinále             | Tottenham Hotspur FC           | 1:0             | 1:1             | 2:1                     |
| 1981/82 | Pohár vítězů pohárů          | Finále                 | Standard Liège                 | 2:1             | 2:1             | 2:1                     |
| 1982    | Superpohár UEFA              | Finále                 | Aston Villa FC                 | 1:0             | 0:3             | 1:3                     |
| 1982/83 | Pohár vítězů pohárů          | 1. kolo                | Apollon Limassol               | 8:0             | 1:1             | 9:1                     |
| 1982/83 | Pohár vítězů pohárů          | 2. kolo                | FK Crvena zvezda               | 2:1             | 4:2             | 6:3                     |
| 1982/83 | Pohár vítězů pohárů          | Čtvrtfinále            | FK Austria Wien                | 1:1             | 0:0             | 1:1 (v)                 |
| 1983/84 | Pohár vítězů pohárů          | 1. kolo                | 1. FC Magdeburg                | 2:0             | 5:1             | 7:1                     |
| 1983/84 | Pohár vítězů pohárů          | 2. kolo                | NEC Nijmegen                   | 2:0             | 3:2             | 5:2                     |
| 1983/84 | Pohár vítězů pohárů          | Čtvrtfinále            | Manchester United FC           | 2:0             | 0:3             | 2:3                     |
| 1984/85 | Pohár vítězů pohárů          | 1. kolo                | FC Metz                        | 1:4             | 4:2             | 5:6                     |
| 1985/86 | Pohár mistrů evropských zemí | 1. kolo                | TJ Sparta ČKD Praha            | 0:1             | 2:1             | 2:2 (v)                 |
| 1985/86 | Pohár mistrů evropských zemí | 2. kolo                | FC Porto                       | 2:0             | 1:3             | 3:3 (v)                 |
| 1985/86 | Pohár mistrů evropských zemí | Čtvrtfinále            | Juventus FC                    | 1:0             | 1:1             | 2:1                     |
| 1985/86 | Pohár mistrů evropských zemí | Semifinále             | IFK Göteborg                   | 3:0             | 0:3             | 3:3 (5:4 pen.)          |
| 1985/86 | Pohár mistrů evropských zemí | Finále                 | FC Steaua București            | 0:0 (0:2 pen.)  | 0:0 (0:2 pen.)  | 0:0 (0:2 pen.)          |
| 1986/87 | Pohár UEFA                   | 1. kolo                | KS Flamurtari Vlorë            | 0:0             | 1:1             | 1:1 (v)                 |
| 1986/87 | Pohár UEFA                   | 2. kolo                | Sporting CP                    | 1:0             | 1:2             | 2:2 (v)                 |
| 1986/87 | Pohár UEFA                   | 3. kolo                | Bayer 05 Uerdingen             | 2:0             | 2:0             | 4:0                     |
| 1986/87 | Pohár UEFA                   | Čtvrtfinále            | Dundee United FC               | 1:2             | 0:1             | 1:3                     |
| 1987/88 | Pohár UEFA                   | 1. kolo                | CF Os Belenenses               | 2:0             | 0:1             | 2:1                     |
| 1987/88 | Pohár UEFA                   | 2. kolo                | FK Dynamo Moskva               | 2:0             | 0:0             | 2:0                     |
| 1987/88 | Pohár UEFA                   | 3. kolo                | KS Flamurtari Vlorë            | 4:1             | 0:1             | 4:2                     |
| 1987/88 | Pohár UEFA                   | Čtvrtfinále            | Bayer 04 Leverkusen            | 0:1             | 0:0             | 0:1                     |
| 1988/89 | Pohár vítězů pohárů          | 1. kolo                | Fram Reykjavík                 | 5:0             | 2:0             | 7:0                     |
| 1988/89 | Pohár vítězů pohárů          | 2. kolo                | Lech Poznań                    | 1:1             | 1:1             | 2:2 (5:4 pen.)          |
| 1988/89 | Pohár vítězů pohárů          | Čtvrtfinále            | Aarhus GF                      | 0:0             | 1:0             | 1:0                     |
| 1988/89 | Pohár vítězů pohárů          | Semifinále             | CFKA Sredec Sofia              | 4:2             | 1:1             | 6:3                     |
| 1988/89 | Pohár vítězů pohárů          | Finále                 | UC Sampdoria                   | 2:0             | 2:0             | 2:0                     |
| 1989    | Superpohár UEFA              | Finále                 | AC Milán                       | 1:1             | 0:1             | 1:2                     |
| 1989/90 | Pohár vítězů pohárů          | 1. kolo                | Legia Warszawa                 | 1:1             | 1:0             | 2:1                     |
| 1989/90 | Pohár vítězů pohárů          | 2. kolo                | RSC Anderlecht                 | 2:1             | 0:2             | 2:3                     |
| 1990/91 | Pohár vítězů pohárů          | 1. kolo                | Trabzonspor                    | 7:2             | 0:1             | 7:3                     |
| 1990/91 | Pohár vítězů pohárů          | 2. kolo                | Fram Reykjavík                 | 3:0             | 2:1             | 5:1                     |
| 1990/91 | Pohár vítězů pohárů          | Čtvrtfinále            | FK Dynamo Kyjev                | 1:1             | 3:2             | 4:3                     |
| 1990/91 | Pohár vítězů pohárů          | Semifinále             | Juventus FC                    | 3:1             | 0:1             | 3:2                     |
| 1990/91 | Pohár vítězů pohárů          | Finále                 | Manchester United FC           | 1:2             | 1:2             | 1:2                     |
| 1991/92 | Pohár mistrů evropských zemí | 1. kolo                | FC Hansa Rostock               | 3:0             | 0:1             | 3:1                     |
| 1991/92 | Pohár mistrů evropských zemí | 2. kolo                | 1. FC Kaiserslautern           | 2:0             | 1:3             | 3:3 (v)                 |
| 1991/92 | Pohár mistrů evropských zemí | Základní skupina B     | AC Sparta Praha                | 3:2             | 0:1             | 1. místo                |
| 1991/92 | Pohár mistrů evropských zemí | Základní skupina B     | SL Benfica                     | 2:1             | 0:0             | 1. místo                |
| 1991/92 | Pohár mistrů evropských zemí | Základní skupina B     | FK Dynamo Kyjev                | 3:0             | 2:0             | 1. místo                |
| 1991/92 | Pohár mistrů evropských zemí | Finále                 | UC Sampdoria                   | 1:0 po prodl.   | 1:0 po prodl.   | 1:0 po prodl.           |
| 1992    | Superpohár UEFA              | Finále                 | Werder Bremen                  | 2:1             | 1:1             | 3:2                     |
| 1992    | Interkontinentální pohár     | Finále                 | São Paulo FC                   | 1:2             | 1:2             | 1:2                     |
| 1992/93 | Liga mistrů UEFA             | 1. kolo                | Viking FK                      | 1:0             | 0:0             | 1:0                     |
| 1992/93 | Liga mistrů UEFA             | 2. kolo                | PFK CSKA Moskva                | 2:3             | 1:1             | 3:4                     |
| 1993/94 | Liga mistrů UEFA             | 1. kolo                | FK Dynamo Kyjev                | 4:1             | 1:3             | 5:4                     |
| 1993/94 | Liga mistrů UEFA             | 2. kolo                | FK Austria Wien                | 3:0             | 2:1             | 5:1                     |
| 1993/94 | Liga mistrů UEFA             | Základní skupina A     | Galatasaray SK                 | 3:0             | 0:0             | 1. místo                |
| 1993/94 | Liga mistrů UEFA             | Základní skupina A     | AS Monaco FC                   | 2:0             | 1:0             | 1. místo                |
| 1993/94 | Liga mistrů UEFA             | Základní skupina A     | FK Spartak Moskva              | 5:1             | 2:2             | 1. místo                |
| 1993/94 | Liga mistrů UEFA             | Semifinále             | FC Porto                       | 3:0             | 3:0             | 3:0                     |
| 1993/94 | Liga mistrů UEFA             | Finále                 | AC Milán                       | 0:4             | 0:4             | 0:4                     |
| 1994/95 | Liga mistrů UEFA             | Základní skupina A     | Galatasaray SK                 | 2:1             | 1:2             | 2. místo                |
| 1994/95 | Liga mistrů UEFA             | Základní skupina A     | IFK Göteborg                   | 1:1             | 1:2             | 2. místo                |
| 1994/95 | Liga mistrů UEFA             | Základní skupina A     | Manchester United FC           | 4:0             | 1:2             | 2. místo                |
| 1994/95 | Liga mistrů UEFA             | Čtvrtfinále            | Paris Saint-Germain FC         | 1:1             | 1:2             | 2:3                     |
| 1995/96 | Pohár UEFA                   | 1. kolo                | Hapoel Beerševa FC             | 5:0             | 7:0             | 12:0                    |
| 1995/96 | Pohár UEFA                   | 2. kolo                | Vitória SC                     | 3:0             | 4:0             | 7:0                     |
| 1995/96 | Pohár UEFA                   | 3. kolo                | Sevilla FC                     | 3:1             | 1:1             | 4:2                     |
| 1995/96 | Pohár UEFA                   | Čtvrtfinále            | PSV Eindhoven                  | 2:2             | 3:2             | 5:4                     |
| 1995/96 | Pohár UEFA                   | Semifinále             | FC Bayern Mnichov              | 1:2             | 2:2             | 3:4                     |
| 1996/97 | Pohár vítězů pohárů          | 1. kolo                | AEK Larnaka                    | 2:0             | 0:0             | 2:0                     |
| 1996/97 | Pohár vítězů pohárů          | 2. kolo                | FK Crvena zvezda               | 3:1             | 1:1             | 4:2                     |
| 1996/97 | Pohár vítězů pohárů          | Čtvrtfinále            | AIK Stockholm                  | 3:1             | 1:1             | 4:2                     |
| 1996/97 | Pohár vítězů pohárů          | Semifinále             | ACF Fiorentina                 | 1:1             | 2:0             | 3:1                     |
| 1996/97 | Pohár vítězů pohárů          | Finále                 | Paris Saint-Germain FC         | 1:0             | 1:0             | 1:0                     |
| 1997    | Superpohár UEFA              | Finále                 | Borussia Dortmund              | 2:0             | 1:1             | 3:1                     |
| 1997/98 | Liga mistrů UEFA             | 2. předkolo            | Skonto FC                      | 3:2             | 1:0             | 4:2                     |
| 1997/98 | Liga mistrů UEFA             | Základní skupina C     | Newcastle United FC            | 1:0             | 2:3             | 4. místo                |
| 1997/98 | Liga mistrů UEFA             | Základní skupina C     | PSV Eindhoven                  | 2:2             | 2:2             | 4. místo                |
| 1997/98 | Liga mistrů UEFA             | Základní skupina C     | FK Dynamo Kyjev                | 0:4             | 0:3             | 4. místo                |
| 1998/99 | Liga mistrů UEFA             | Základní skupina D     | Manchester United FC           | 3:3             | 3:3             | 3. místo                |
| 1998/99 | Liga mistrů UEFA             | Základní skupina D     | Brøndby IF                     | 2:0             | 2:0             | 3. místo                |
| 1998/99 | Liga mistrů UEFA             | Základní skupina D     | FC Bayern Mnichov              | 1:2             | 0:1             | 3. místo                |
| 1999/00 | Liga mistrů UEFA             | Základní skupina B     | AIK Stockholm                  | 5:0             | 2:1             | 1. místo                |
| 1999/00 | Liga mistrů UEFA             | Základní skupina B     | ACF Fiorentina                 | 4:2             | 3:3             | 1. místo                |
| 1999/00 | Liga mistrů UEFA             | Základní skupina B     | Arsenal FC                     | 1:1             | 4:2             | 1. místo                |
| 1999/00 | Liga mistrů UEFA             | Osmifinálová skupina A | Hertha BSC                     | 3:1             | 1:1             | 1. místo                |
| 1999/00 | Liga mistrů UEFA             | Osmifinálová skupina A | AC Sparta Praha                | 5:0             | 2:1             | 1. místo                |
| 1999/00 | Liga mistrů UEFA             | Osmifinálová skupina A | FC Porto                       | 4:2             | 2:0             | 1. místo                |
| 1999/00 | Liga mistrů UEFA             | Čtvrtfinále            | Chelsea FC                     | 5:1             | 1:3             | 6:4                     |
| 1999/00 | Liga mistrů UEFA             | Semifinále             | Valencia CF                    | 2:1             | 1:4             | 3:5                     |
| 2000/01 | Liga mistrů UEFA             | Základní skupina H     | Leeds United FC                | 4:0             | 1:1             | 3. místo                |
| 2000/01 | Liga mistrů UEFA             | Základní skupina H     | Beşiktaş JK                    | 5:0             | 0:3             | 3. místo                |
| 2000/01 | Liga mistrů UEFA             | Základní skupina H     | AC Milán                       | 0:2             | 3:3             | 3. místo                |
| 2000/01 | Pohár UEFA                   | 3. kolo                | Club Brugge KV                 | 1:1             | 2:0             | 3:1                     |
| 2000/01 | Pohár UEFA                   | 4. kolo                | AEK Athény                     | 5:0             | 1:0             | 6:0                     |
| 2000/01 | Pohár UEFA                   | Čtvrtfinále            | Celta de Vigo                  | 2:1             | 2:3             | 4:4 (v)                 |
| 2000/01 | Pohár UEFA                   | Semifinále             | Liverpool FC                   | 0:0             | 0:1             | 0:1                     |
| 2001/02 | Liga mistrů UEFA             | 3. předkolo            | Wisła Kraków                   | 1:0             | 4:3             | 5:3                     |
| 2001/02 | Liga mistrů UEFA             | Základní skupina F     | Fenerbahçe SK                  | 1:0             | 3:0             | 1. místo                |
| 2001/02 | Liga mistrů UEFA             | Základní skupina F     | Bayer 04 Leverkusen            | 2:1             | 1:2             | 1. místo                |
| 2001/02 | Liga mistrů UEFA             | Základní skupina F     | Olympique Lyon                 | 2:0             | 2:3             | 1. místo                |
| 2001/02 | Liga mistrů UEFA             | Osmifinálová skupina B | Liverpool FC                   | 0:0             | 3:1             | 1. místo                |
| 2001/02 | Liga mistrů UEFA             | Osmifinálová skupina B | Galatasaray SK                 | 2:2             | 1:0             | 1. místo                |
| 2001/02 | Liga mistrů UEFA             | Osmifinálová skupina B | AS Roma                        | 1:1             | 0:3             | 1. místo                |
| 2001/02 | Liga mistrů UEFA             | Čtvrtfinále            | Panathinaikos FC               | 3:1             | 0:1             | 3:2                     |
| 2001/02 | Liga mistrů UEFA             | Semifinále             | Real Madrid                    | 0:2             | 1:1             | 1:3                     |
| 2002/03 | Liga mistrů UEFA             | 3. předkolo            | Legia Warszawa                 | 3:0             | 1:0             | 4:0                     |
| 2002/03 | Liga mistrů UEFA             | Základní skupina H     | Club Brugge KV                 | 3:2             | 1:0             | 1. místo                |
| 2002/03 | Liga mistrů UEFA             | Základní skupina H     | Galatasaray SK                 | 3:1             | 2:0             | 1. místo                |
| 2002/03 | Liga mistrů UEFA             | Základní skupina H     | FK Lokomotiv Moskva            | 1:0             | 3:1             | 1. místo                |
| 2002/03 | Liga mistrů UEFA             | Osmifinálová skupina A | Bayer 04 Leverkusen            | 2:0             | 2:1             | 1. místo                |
| 2002/03 | Liga mistrů UEFA             | Osmifinálová skupina A | Newcastle United FC            | 3:1             | 2:0             | 1. místo                |
| 2002/03 | Liga mistrů UEFA             | Osmifinálová skupina A | Inter Milán                    | 3:0             | 0:0             | 1. místo                |
| 2002/03 | Liga mistrů UEFA             | Čtvrtfinále            | Juventus FC                    | 1:2             | 1:1             | 2:3                     |
| 2003/04 | Pohár UEFA                   | 1. kolo                | FK Matador Púchov              | 8:0             | 1:1             | 9:1                     |
| 2003/04 | Pohár UEFA                   | 2. kolo                | Panionios GSS                  | 2:0             | 3:0             | 5:0                     |
| 2003/04 | Pohár UEFA                   | 3. kolo                | Brøndby IF                     | 2:1             | 1:0             | 3:1                     |
| 2003/04 | Pohár UEFA                   | 4. kolo                | Celtic FC                      | 0:0             | 0:1             | 0:1                     |
| 2004/05 | Liga mistrů UEFA             | Základní skupina F     | Celtic FC                      | 1:1             | 3:1             | 2. místo                |
| 2004/05 | Liga mistrů UEFA             | Základní skupina F     | FK Šachtar Doněck              | 3:0             | 0:2             | 2. místo                |
| 2004/05 | Liga mistrů UEFA             | Základní skupina F     | AC Milán                       | 2:1             | 0:1             | 2. místo                |
| 2004/05 | Liga mistrů UEFA             | Osmifinále             | Chelsea FC                     | 2:1             | 2:4             | 4:5                     |
| 2005/06 | Liga mistrů UEFA             | Základní skupina C     | Werder Bremen                  | 3:1             | 2:0             | 1. místo                |
| 2005/06 | Liga mistrů UEFA             | Základní skupina C     | Udinese Calcio                 | 4:1             | 2:0             | 1. místo                |
| 2005/06 | Liga mistrů UEFA             | Základní skupina C     | Panathinaikos FC               | 5:0             | 0:0             | 1. místo                |
| 2005/06 | Liga mistrů UEFA             | Osmifinále             | Chelsea FC                     | 1:1             | 2:1             | 3:2                     |
| 2005/06 | Liga mistrů UEFA             | Čtvrtfinále            | SL Benfica                     | 2:0             | 0:0             | 2:0                     |
| 2005/06 | Liga mistrů UEFA             | Semifinále             | AC Milán                       | 0:0             | 1:0             | 1:0                     |
| 2005/06 | Liga mistrů UEFA             | Finále                 | Arsenal FC                     | 2:1             | 2:1             | 2:1                     |
| 2006    | Superpohár UEFA              | Finále                 | Sevilla FC                     | 0:3             | 0:3             | 0:3                     |
| 2006    | MS ve fotbale klubů          | Semifinále             | Club América                   | 4:0             | 4:0             | 4:0                     |
| 2006    | MS ve fotbale klubů          | Finále                 | Sport Club Internacional       | 0:1             | 0:1             | 0:1                     |
| 2006/07 | Liga mistrů UEFA             | Základní skupina A     | PFK Levski Sofia               | 5:0             | 2:0             | 2. místo                |
| 2006/07 | Liga mistrů UEFA             | Základní skupina A     | Werder Bremen                  | 2:0             | 1:1             | 2. místo                |
| 2006/07 | Liga mistrů UEFA             | Základní skupina A     | Chelsea FC                     | 2:2             | 0:1             | 2. místo                |
| 2006/07 | Liga mistrů UEFA             | Osmifinále             | Liverpool FC                   | 1:2             | 1:0             | 2:2 (v)                 |
| 2007/08 | Liga mistrů UEFA             | Základní skupina E     | Olympique Lyon                 | 3:0             | 2:2             | 1. místo                |
| 2007/08 | Liga mistrů UEFA             | Základní skupina E     | VfB Stuttgart                  | 3:1             | 2:0             | 1. místo                |
| 2007/08 | Liga mistrů UEFA             | Základní skupina E     | Rangers FC                     | 2:0             | 0:0             | 1. místo                |
| 2007/08 | Liga mistrů UEFA             | Osmifinále             | Celtic FC                      | 1:0             | 3:2             | 4:2                     |
| 2007/08 | Liga mistrů UEFA             | Čtvrtfinále            | FC Schalke 04                  | 1:0             | 1:0             | 2:0                     |
| 2007/08 | Liga mistrů UEFA             | Semifinále             | Manchester United FC           | 0:0             | 0:1             | 0:1                     |
| 2008/09 | Liga mistrů UEFA             | 3. předkolo            | Wisła Kraków                   | 4:0             | 0:1             | 4:1                     |
| 2008/09 | Liga mistrů UEFA             | Základní skupina C     | Sporting CP                    | 3:1             | 5:2             | 1. místo                |
| 2008/09 | Liga mistrů UEFA             | Základní skupina C     | FK Šachtar Doněck              | 2:3             | 2:1             | 1. místo                |
| 2008/09 | Liga mistrů UEFA             | Základní skupina C     | FC Basel 1893                  | 1:1             | 5:0             | 1. místo                |
| 2008/09 | Liga mistrů UEFA             | Osmifinále             | Olympique Lyon                 | 5:2             | 1:1             | 6:3                     |
| 2008/09 | Liga mistrů UEFA             | Čtvrtfinále            | FC Bayern Mnichov              | 4:0             | 1:1             | 5:1                     |
| 2008/09 | Liga mistrů UEFA             | Semifinále             | Chelsea FC                     | 0:0             | 1:1             | 1:1 (v)                 |
| 2008/09 | Liga mistrů UEFA             | Finále                 | Manchester United FC           | 2:0             | 2:0             | 2:0                     |
| 2009    | Superpohár UEFA              | Finále                 | FK Šachtar Doněck              | 1:0             | 1:0             | 1:0                     |
| 2009    | MS ve fotbale klubů          | Semifinále             | Atlante FC                     | 3:1             | 3:1             | 3:1                     |
| 2009    | MS ve fotbale klubů          | Finále                 | Estudiantes de La Plata        | 2:1 po prodl.   | 2:1 po prodl.   | 2:1 po prodl.           |
| 2009/10 | Liga mistrů UEFA             | Základní skupina F     | Inter Milán                    | 2:0             | 0:0             | 1. místo                |
| 2009/10 | Liga mistrů UEFA             | Základní skupina F     | FK Dynamo Kyjev                | 2:0             | 2:1             | 1. místo                |
| 2009/10 | Liga mistrů UEFA             | Základní skupina F     | FK Rubin Kazaň                 | 1:2             | 0:0             | 1. místo                |
| 2009/10 | Liga mistrů UEFA             | Osmifinále             | VfB Stuttgart                  | 4:0             | 1:1             | 5:1                     |
| 2009/10 | Liga mistrů UEFA             | Čtvrtfinále            | Arsenal FC                     | 4:1             | 2:2             | 6:3                     |
| 2009/10 | Liga mistrů UEFA             | Semifinále             | Inter Milán                    | 1:0             | 1:3             | 2:3                     |
| 2010/11 | Liga mistrů UEFA             | Základní skupina D     | Panathinaikos FC               | 5:1             | 3:0             | 1. místo                |
| 2010/11 | Liga mistrů UEFA             | Základní skupina D     | FK Rubin Kazaň                 | 2:0             | 1:1             | 1. místo                |
| 2010/11 | Liga mistrů UEFA             | Základní skupina D     | FC København                   | 2:0             | 1:1             | 1. místo                |
| 2010/11 | Liga mistrů UEFA             | Osmifinále             | Arsenal FC                     | 2:1             | 1:3             | 3:4                     |
| 2010/11 | Liga mistrů UEFA             | Čtvrtfinále            | FK Šachtar Doněck              | 5:1             | 1:0             | 6:1                     |
| 2010/11 | Liga mistrů UEFA             | Semifinále             | Real Madrid                    | 1:1             | 2:0             | 3:1                     |
| 2010/11 | Liga mistrů UEFA             | Finále                 | Manchester United FC           | 3:1             | 3:1             | 3:1                     |
| 2011    | Superpohár UEFA              | Finále                 | FC Porto                       | 2:0             | 2:0             | 2:0                     |
| 2011    | MS ve fotbale klubů          | Semifinále             | Al-Sadd SC                     | 4:0             | 4:0             | 4:0                     |
| 2011    | MS ve fotbale klubů          | Finále                 | Santos FC                      | 4:0             | 4:0             | 4:0                     |
| 2011/12 | Liga mistrů UEFA             | Základní skupina H     | AC Milán                       | 2:2             | 3:2             | 1. místo                |
| 2011/12 | Liga mistrů UEFA             | Základní skupina H     | FK BATE                        | 4:0             | 5:0             | 1. místo                |
| 2011/12 | Liga mistrů UEFA             | Základní skupina H     | FC Viktoria Plzeň              | 2:0             | 4:0             | 1. místo                |
| 2011/12 | Liga mistrů UEFA             | Osmifinále             | Bayer 04 Leverkusen            | 7:1             | 3:1             | 10:2                    |
| 2011/12 | Liga mistrů UEFA             | Čtvrtfinále            | AC Milán                       | 3:1             | 0:0             | 3:1                     |
| 2011/12 | Liga mistrů UEFA             | Semifinále             | Chelsea FC                     | 2:2             | 0:1             | 2:3                     |
| 2012/13 | Liga mistrů UEFA             | Základní skupina G     | FK Spartak Moskva              | 3:2             | 3:0             | 1. místo                |
| 2012/13 | Liga mistrů UEFA             | Základní skupina G     | SL Benfica                     | 0:0             | 2:0             | 1. místo                |
| 2012/13 | Liga mistrů UEFA             | Základní skupina G     | Celtic FC                      | 2:1             | 1:2             | 1. místo                |
| 2012/13 | Liga mistrů UEFA             | Osmifinále             | AC Milán                       | 4:0             | 0:2             | 4:2                     |
| 2012/13 | Liga mistrů UEFA             | Čtvrtfinále            | Paris Saint-Germain FC         | 1:1             | 2:2             | 3:3 (v)                 |
| 2012/13 | Liga mistrů UEFA             | Semifinále             | FC Bayern Mnichov              | 0:3             | 0:4             | 0:7                     |
| 2013/14 | Liga mistrů UEFA             | Základní skupina H     | AFC Ajax                       | 4:0             | 1:2             | 1. místo                |
| 2013/14 | Liga mistrů UEFA             | Základní skupina H     | Celtic FC                      | 6:1             | 0:1             | 1. místo                |
| 2013/14 | Liga mistrů UEFA             | Základní skupina H     | AC Milán                       | 3:1             | 1:1             | 1. místo                |
| 2013/14 | Liga mistrů UEFA             | Osmifinále             | Manchester City FC             | 2:1             | 2:0             | 4:1                     |
| 2013/14 | Liga mistrů UEFA             | Čtvrtfinále            | Atlético Madrid                | 1:1             | 0:1             | 1:2                     |
| 2014/15 | Liga mistrů UEFA             | Základní skupina F     | APOEL FC                       | 1:0             | 4:0             | 1. místo                |
| 2014/15 | Liga mistrů UEFA             | Základní skupina F     | Paris Saint-Germain FC         | 3:1             | 2:3             | 1. místo                |
| 2014/15 | Liga mistrů UEFA             | Základní skupina F     | AFC Ajax                       | 3:1             | 2:0             | 1. místo                |
| 2014/15 | Liga mistrů UEFA             | Osmifinále             | Manchester City FC             | 1:0             | 2:1             | 3:1                     |
| 2014/15 | Liga mistrů UEFA             | Čtvrtfinále            | Paris Saint-Germain FC         | 2:0             | 3:1             | 5:1                     |
| 2014/15 | Liga mistrů UEFA             | Semifinále             | FC Bayern Mnichov              | 3:0             | 2:3             | 5:3                     |
| 2014/15 | Liga mistrů UEFA             | Finále                 | Juventus FC                    | 3:1             | 3:1             | 3:1                     |
| 2015    | Superpohár UEFA              | Finále                 | Sevilla FC                     | 5:4             | 5:4             | 5:4                     |
| 2015    | MS ve fotbale klubů          | Semifinále             | Kuang-čou Evergrande Tchao-pao | 3:0             | 3:0             | 3:0                     |
| 2015    | MS ve fotbale klubů          | Finále                 | CA River Plate                 | 3:0             | 3:0             | 3:0                     |
| 2015/16 | Liga mistrů UEFA             | Základní skupina E     | AS Roma                        | 6:1             | 1:1             | 1. místo                |
| 2015/16 | Liga mistrů UEFA             | Základní skupina E     | Bayer 04 Leverkusen            | 2:1             | 1:1             | 1. místo                |
| 2015/16 | Liga mistrů UEFA             | Základní skupina E     | FK BATE                        | 3:0             | 2:0             | 1. místo                |
| 2015/16 | Liga mistrů UEFA             | Osmifinále             | Arsenal FC                     | 3:1             | 2:0             | 5:1                     |
| 2015/16 | Liga mistrů UEFA             | Čtvrtfinále            | Atlético Madrid                | 2:1             | 0:2             | 2:3                     |
| 2016/17 | Liga mistrů UEFA             | Základní skupina C     | Celtic FC                      | 7:0             | 2:0             | 1. místo                |
| 2016/17 | Liga mistrů UEFA             | Základní skupina C     | Borussia Mönchengladbach       | 4:0             | 2:1             | 1. místo                |
| 2016/17 | Liga mistrů UEFA             | Základní skupina C     | Manchester City FC             | 4:0             | 1:3             | 1. místo                |
| 2016/17 | Liga mistrů UEFA             | Osmifinále             | Paris Saint-Germain FC         | 6:1             | 0:4             | 6:5                     |
| 2016/17 | Liga mistrů UEFA             | Čtvrtfinále            | Juventus FC                    | 0:0             | 0:3             | 0:3                     |
| 2017/18 | Liga mistrů UEFA             | Základní skupina D     | Juventus FC                    | 3:0             | 0:0             | 1. místo                |
| 2017/18 | Liga mistrů UEFA             | Základní skupina D     | Sporting CP                    | 2:0             | 1:0             | 1. místo                |
| 2017/18 | Liga mistrů UEFA             | Základní skupina D     | Olympiacos FC                  | 3:1             | 0:0             | 1. místo                |
| 2017/18 | Liga mistrů UEFA             | Osmifinále             | Chelsea FC                     | 3:0             | 1:1             | 4:1                     |
| 2017/18 | Liga mistrů UEFA             | Čtvrtfinále            | AS Roma                        | 4:1             | 0:3             | 4:4 (v)                 |
| 2018/19 | Liga mistrů UEFA             | Základní skupina B     | PSV Eindhoven                  | 4:0             | 2:1             | 1. místo                |
| 2018/19 | Liga mistrů UEFA             | Základní skupina B     | Tottenham Hotspur FC           | 1:1             | 4:2             | 1. místo                |
| 2018/19 | Liga mistrů UEFA             | Základní skupina B     | FC Internazionale Milano       | 2:0             | 1:1             | 1. místo                |
| 2018/19 | Liga mistrů UEFA             | Osmifinále             | Olympique Lyon                 | 5:1             | 0:0             | 5:1                     |
| 2018/19 | Liga mistrů UEFA             | Čtvrtfinále            | Manchester United FC           | 3:0             | 1:0             | 4:0                     |
| 2018/19 | Liga mistrů UEFA             | Semifinále             | Liverpool FC                   | 3:0             | 0:4             | 3:4                     |
| 2019/20 | Liga mistrů UEFA             | Základní skupina F     | Borussia Dortmund              | 3:1             | 0:0             | 1. místo                |
| 2019/20 | Liga mistrů UEFA             | Základní skupina F     | FC Internazionale Milano       | 2:1             | 2:1             | 1. místo                |
| 2019/20 | Liga mistrů UEFA             | Základní skupina F     | SK Slavia Praha                | 2:1             | 0:0             | 1. místo                |
| 2019/20 | Liga mistrů UEFA             | Osmifinále             | SSC Neapol                     | 3:1             | 1:1             | 4:1                     |
| 2019/20 | Liga mistrů UEFA             | Čtvrtfinále            | FC Bayern Mnichov              | 2:8             | 2:8             | 2:8                     |
| 2020/21 | Liga mistrů UEFA             | Základní skupina G     | Juventus FC                    | 0:3             | 2:0             | 2. místo                |
| 2020/21 | Liga mistrů UEFA             | Základní skupina G     | FK Dynamo Kyjev                | 2:1             | 4:0             | 2. místo                |
| 2020/21 | Liga mistrů UEFA             | Základní skupina G     | Ferencvárosi TC                | 5:1             | 3:0             | 2. místo                |
| 2020/21 | Liga mistrů UEFA             | Osmifinále             | Paris Saint-Germain FC         | 1:4             | 1:1             | 2:5                     |
| 2021/22 | Liga mistrů UEFA             | Základní skupina E     | FC Bayern Mnichov              |                 |                 | 3. místo                |
| 2021/22 | Liga mistrů UEFA             | Základní skupina E     | SL Benfica                     |                 |                 | 3. místo                |
| 2021/22 | Liga mistrů UEFA             | Základní skupina E     | FK Dynamo Kyjev                |                 |                 | 3. místo                |
| 2021/22 | Evropská liga UEFA           | Předkolo play-off      | SSC Neapol                     | 1:1             | 4:2             | 5:3                     |
| 2021/22 | Evropská liga UEFA           | Osmifinále             | Galatasaray SK                 | 0:0             | 2:1             | 2:1                     |
| 2021/22 | Evropská liga UEFA           | Čtvrtfinále            | Eintracht Frankfurt            | 2:3             | 1:1             | 3:4                     |
| 2022/23 | Liga mistrů UEFA             | Základní skupina C     | FC Bayern Mnichov              | 0:3             | 0:2             | 3. místo                |
| 2022/23 | Liga mistrů UEFA             | Základní skupina C     | FC Internazionale Milano       | 3:3             | 1:0             | 3. místo                |
| 2022/23 | Liga mistrů UEFA             | Základní skupina C     | FC Viktoria Plzeň              | 5:1             | 4:2             | 3. místo                |
| 2022/23 | Evropská liga UEFA           | Předkolo play-off      | Manchester United FC           | 2:2             | 1:2             | 3:4                     |
| 2023/24 | Liga mistrů UEFA             | Základní skupina H     | FC Porto                       | 2:1             | 1:0             | 1. místo                |
| 2023/24 | Liga mistrů UEFA             | Základní skupina H     | FK Šachtar Doněck              | 2:1             | 0:1             | 1. místo                |
| 2023/24 | Liga mistrů UEFA             | Základní skupina H     | Royal Antwerp FC               | 5:0             | 2:3             | 1. místo                |
| 2023/24 | Liga mistrů UEFA             | Osmifinále             | SSC Neapol                     | 1:1             | 3:1             | 4:2                     |
| 2023/24 | Liga mistrů UEFA             | Čtvrtfinále            | Paris Saint-Germain            | 3:2             | 1:4             | 4:6                     |

## Rivalita s jinými kluby
Rivalita mezi kluby je dvojího charakteru. První z nich můžeme nazvat geografický. Je mnohem častější a vzniká poměrně jednoduše mezi kluby s nepříliš od sebe vzdálenými domácími hřišti. Jde o kluby ze stejného města, případně regionu. V případě FC Barcelony jde o městského rivala RCD Espanyol a vzájemný duel těchto dvou mužstev se nazývá El derbi Barceloní (v překladu Barcelonské derby). Druhý charakter by se dal nazvat historický. Rivalita v tomto případě vzniká velmi dlouho, zejména mezi úspěšnými kluby, které často mezi sebou bojují o přední místa v domácích soutěžích. Typický s světově proslulý příklad najdeme právě ve Španělsku a jedním z akterů je FC Barcelona. Jejím největším rivalem je Real Madrid a vzájemný souboj se nazývá El Clásico (v překladu Klasika).

### El Clásico(Real Madrid)

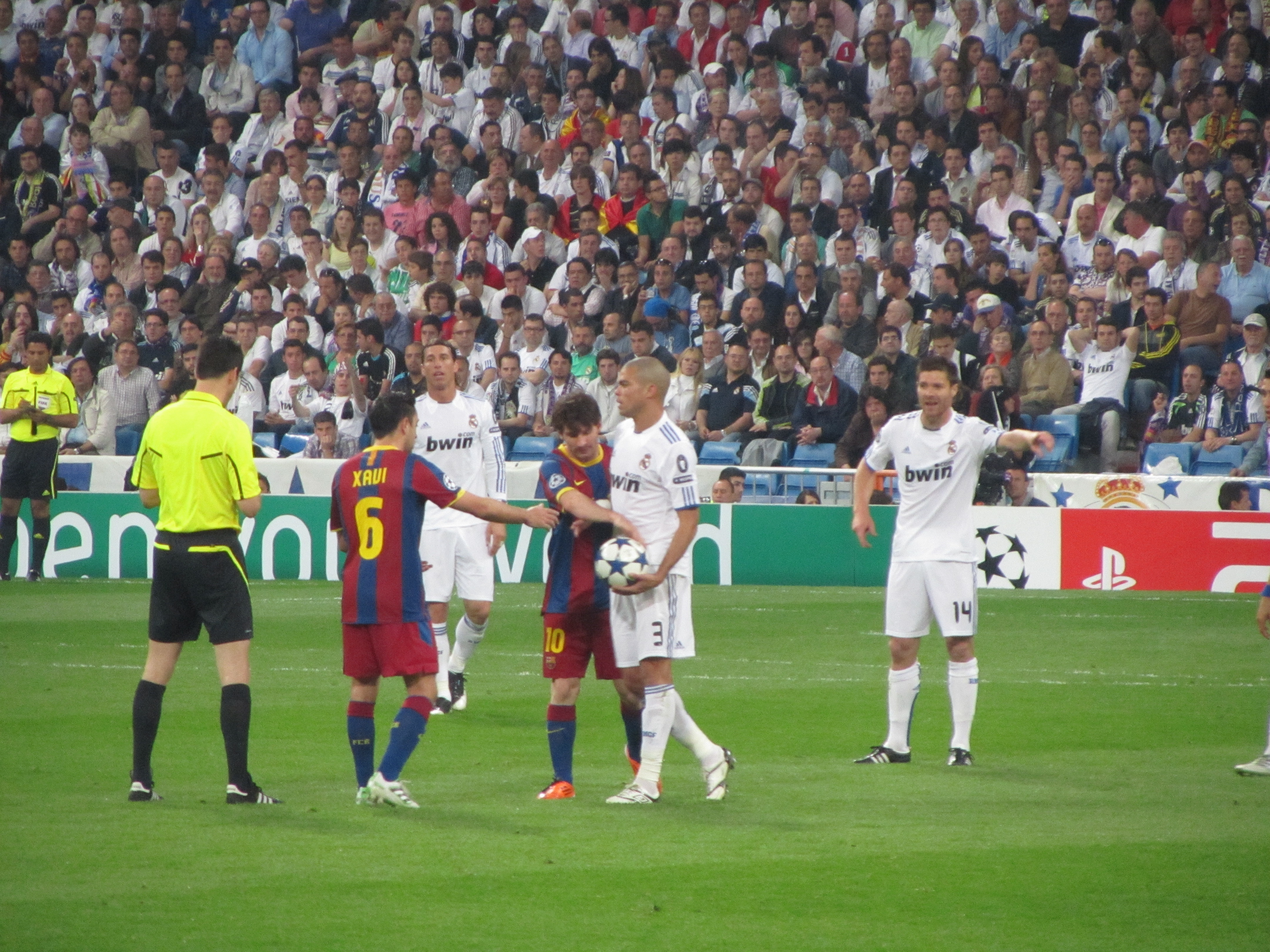
Souboj v semifinále Ligy mistrů 2010/11

Největší a nejsledovanější duel na světě mezi nejslavnějšími kluby světa. Souboj mezi FC Barcelona a Real Madrid CF. Aktuálně (2024) proti Barceloně stojí 35 titulů z Primera División a 14 vítězství v Lize mistrů UEFA Realu. Rivalita mezi těmito kluby je tak velmi pochopitelná. Navíc je silně podpořena politicko-historickými důvody. Barcelona je centrum Katalánska, které se cítí utlačováno pod nadvládou Španělského království a léta žádá o autonomii. Pro Katalánce je FC Barcelona národním mužstvem a Real Madrid symbolem zla. Soupeření tak má nejen sportovní charakter, ale je z něj cítit politické a kulturní napětí.

### El derbi Barceloní(RCD Espanyol)
| Klub         | Zápasy | V   | R  | P   | Góly |
| ------------ | ------ | --- | -- | --- | ---- |
| FC Barcelona | 210    | 123 | 43 | 44  | 404  |
| RCD Espanyol | 210    | 44  | 43 | 123 | 223  |

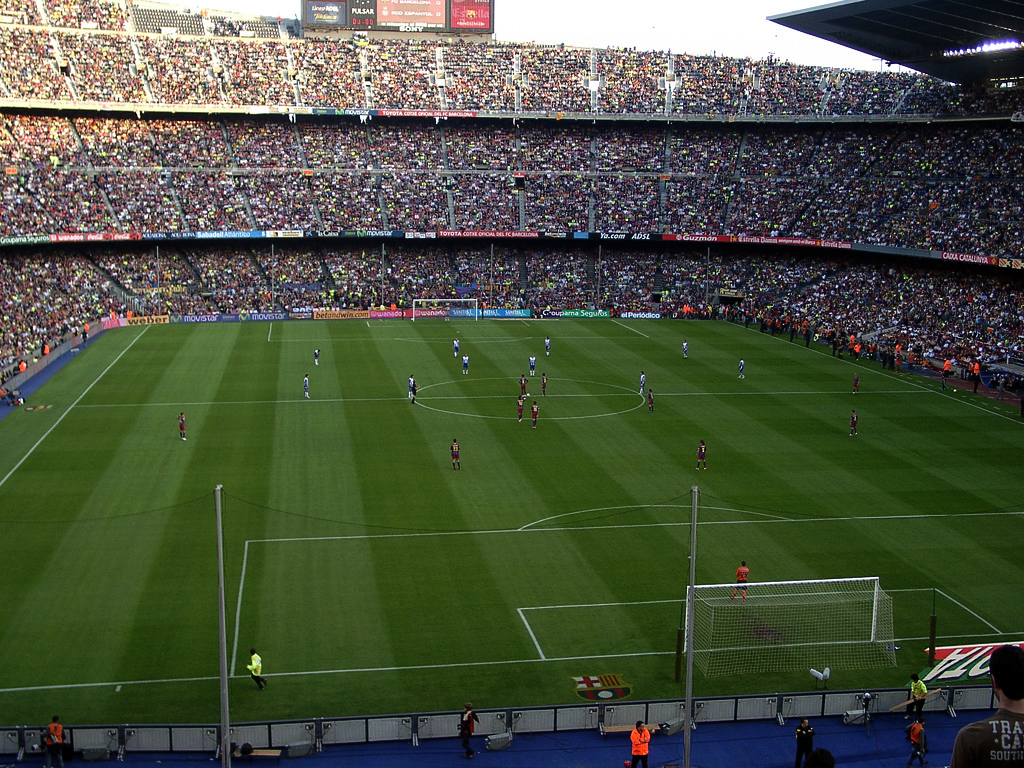
Camp Nou při zápase s RCD Espanyol

Největším lokálním rivalem byl od založení obou klubů RCD Espanyol, druhý slavný klub z Barcelony. Bílo-modří podle mnohých zradili katalánský lid, když přijali královský patronát a přidali korunu do loga klubu. A tak i zde můžeme vidět politický podtext. V době nadvlády generála Francisco Francoa byl Espanyol symbolem zrady katalánského lidu a přisluhovačem moci. Proti tomu stál revolucionářský duch příznivců Barcy. Rivalitu s RCD Espanyol můžeme pozorovat především mezi fanoušky obou klubů.
Z herního hlediska není Espanyol tak úspěšný jako Barcelona. Na kontě nemá žádný mistrovský titul, „pouze“ 4 vítězství v Copa del Rey. Ovšem při prvních dvou (1929, 1940) musel přejít právě přes Barcelonu, aby trofej získal. Mezi těmito kluby bylo odehráno nejvíce zápasů ze všech regionálních derby (Madrid, Sevilla, ...) na území Španělska. V sezoně 2008/09, kdy Barcelona získal „treble“, byl Espanyol prvním klubem, který porazil Barcu na domácím hřišti Camp Nou.

## Znak

Původní znak

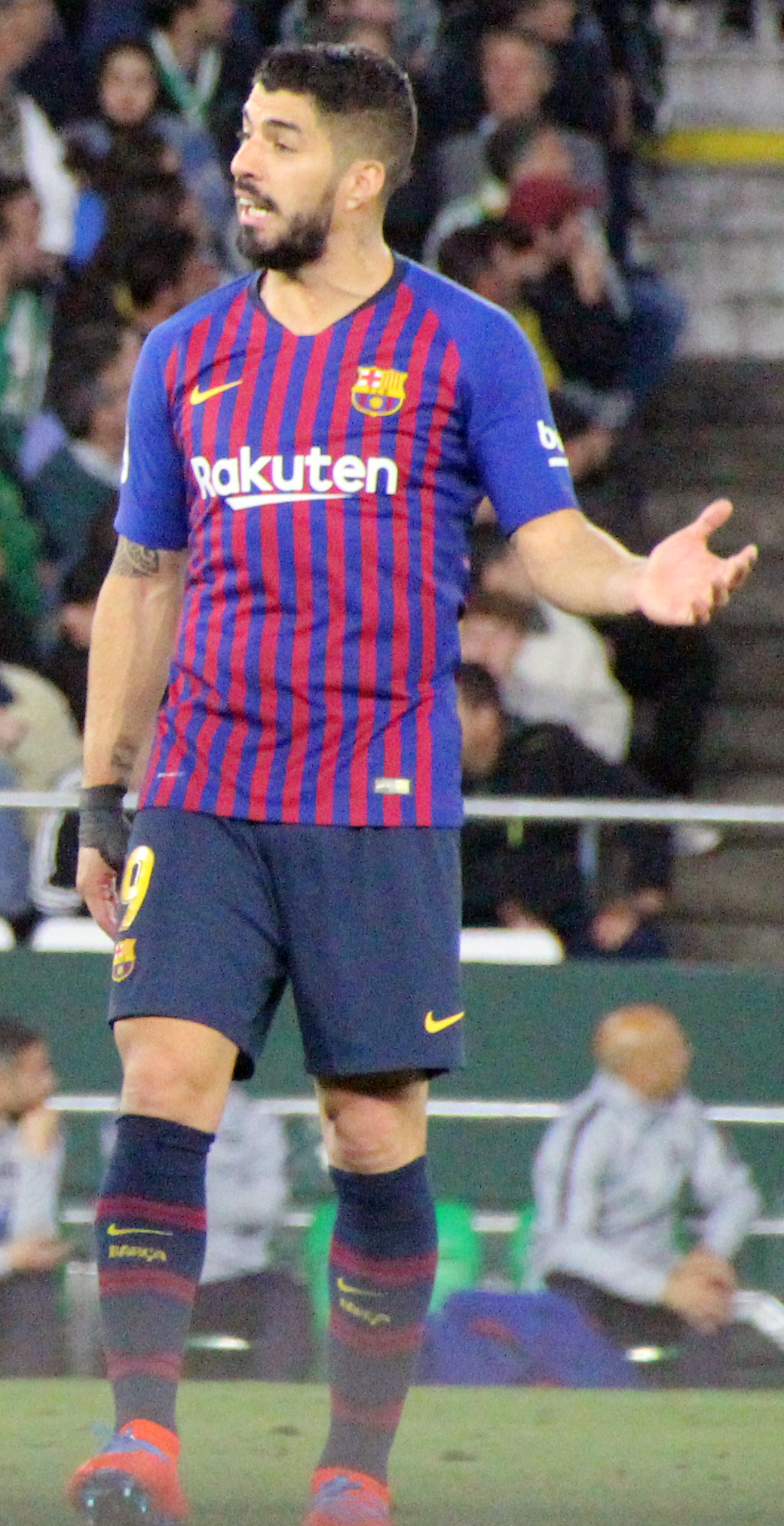
Luis Suarez v dresu Barcelony 2019.

Původní znak z roku 1899 byl totožný s městským znakem Barcelony, jako důkaz soudržnosti klubu a města. V roce 1910 byla vypsána soutěž na nový znak. Soutěž vyhrál příspěvek neznámého autora, který slouží s drobnými úpravami dodnes. Úpravy proběhly v letech 1910 (po zavedení znaku), 1920, 1936, 1941, 1960, 1974, 1975 a 2002. V roce 2018 má být schválena další změna, vypuštění písmen FCB, která by měla platit od nové sezóny.
Znak z roku 2002 (desátý v historii klubu) tvoří štít se zlatými okraji. Horní část štítu je vertikálně dělena na dvě poloviny. V levé je červený kříž na bílém poli (Creu de Sant Jordi). Pravou tvoří červené a žluté svislé pruhy (barvy Katalánska). Spodní část tvoří rudé a modré svislé pruhy (barvy klubu), na nichž leží zlatý fotbalový míč. Mezi horní a spodní částí je (2018) zlatý pruh s písmeny FCB (počáteční písmena názvu klubu). Užívá se i černobílá varianta znaku.

### Dres
Dres Barcelony byl původně sešit ze dvou dresů různých barev napůl. Trenýrky byly původně bílé. Barvy jsou symbolem Katalánska. Postupně se dres vyvíjel. Na dresu se objevily pruhy, kterých časem přibývalo. Dnes se prakticky před každou sezonou domácí dres lehce upravuje a venkovní dres téměř zcela mění. Například v sezoně 2010/11 byl venkovní dres tyrkysový, v sezoně 2011/12 je venkovní dres poprvé v historii černý. Na hrudi měl dres Barcelony až do sezony 2011/12 logo a nápis UNICEF. Od sezony 2011–12 nosil na hrudi logo neziskové charitativní organizace Qatar Foundation a od sezony 2013–14 již plně komerční logo sponzora. Dres pro sezonu 2012/13 představili činovnící klubu spolu se společností Nike 22. května 2012. Design se opět vrací ke třem pruhům, tentokrát však v moderní „rozpité“ podobě.
| 1899 | 1910 | 1913 | 1935 | 1950 | 1955 (pro Evropské poháry) | 1984 | 1992 |  |

| 1995 | 1997 | 1998 | 2001 | 2003 | 2004 | 2005 | 2006 |  |

| 2007 | 2008 | 2009 | 2010 | 2011 | 2012 | 2013 |